# Lijst van afleveringen van Cold Case
Dit is een lijst met afleveringen van de Amerikaanse televisieserie Cold Case. De serie telt 7 seizoenen en speelt zich voornamelijk af in Philadelphia. Een overzicht van alle afleveringen is hieronder te vinden. In elke uitzending is muziek van bekende artiesten te horen. Het jaartal van de onderzochte politiezaak correspondeert met de muziek die in de flashbacks wordt gebruikt. De nummers waren hits ten tijde van dat jaar. De uitzendingen worden verder opgevuld met muziek uit databases, 'actuele' muziek die op de achtergrond speelt tijdens de shots van de huidige tijd en artiesten/producers die hun nummer speciaal uitbrachten voor de serie (waaronder Michael A. Levine). Bij de gastrollen worden de acteurs met een Wikipedia-pagina genoemd, samen met acteurs die een agent of politiewerknemer speelden.

## Seizoen 1: 2003-2004
| Gebruikte nummers in deze aflevering | Gebruikte nummers in deze aflevering | Gebruikte nummers in deze aflevering | Gebruikte nummers in deze aflevering |
| №                                    | Artiest                              | Nummer                               | Land                                 |
| ------------------------------------ | ------------------------------------ | ------------------------------------ | ------------------------------------ |
| 1                                    | Boston                               | "More Than A Feeling"                | Vlag van Verenigde Staten            |
| 2                                    | Soul Hooligan                        | "Soul Searching"                     | Vlag van Verenigde Staten            |
| 3                                    | Hot Chocolate                        | "You Sexy Thing"                     | Vlag van Engeland                    |
| 4                                    | 10cc                                 | "I'm Not In Love"                    | Vlag van Engeland                    |
| 5                                    | Creedence Clearwater Revival         | "Have You Ever Seen The Rain?"       | Vlag van Verenigde Staten            |

| Gebruikte nummers in deze aflevering | Gebruikte nummers in deze aflevering | Gebruikte nummers in deze aflevering | Gebruikte nummers in deze aflevering |
| №                                    | Artiest                              | Nummer                               | Land                                 |
| ------------------------------------ | ------------------------------------ | ------------------------------------ | ------------------------------------ |
| 1                                    | Yes                                  | "Owner Of A Lonely Heart"            | Vlag van Engeland                    |
| 2                                    | Spandau Ballet                       | "True"                               | Vlag van Engeland                    |
| 3                                    | Michael A. Levine                    | "Gwen & Rush"                        | Vlag van Verenigde Staten            |
| 4                                    | Thompson Twins                       | "Hold Me Now"                        | Vlag van Engeland                    |
| 5                                    | Bonnie Tyler                         | "Total Eclipse Of The Heart"         | Vlag van Wales                       |
| 6                                    | Bryan Adams                          | "Straight From The Heart"            | Vlag van Canada                      |

| Gebruikte nummers in deze aflevering | Gebruikte nummers in deze aflevering | Gebruikte nummers in deze aflevering | Gebruikte nummers in deze aflevering |
| №                                    | Artiest                              | Nummer                               | Land                                 |
| ------------------------------------ | ------------------------------------ | ------------------------------------ | ------------------------------------ |
| 1                                    | Third Eye Blind                      | "How's It Going to Be"               | Vlag van Verenigde Staten            |
| 2                                    | The Cranberries                      | "When You're Gone"                   | Vlag van Ierland                     |
| 3                                    | The Wallflowers                      | "Heroes"                             | Vlag van Verenigde Staten            |

| Gebruikte nummers in deze aflevering | Gebruikte nummers in deze aflevering | Gebruikte nummers in deze aflevering | Gebruikte nummers in deze aflevering |
| №                                    | Artiest                              | Nummer                               | Land                                 |
| ------------------------------------ | ------------------------------------ | ------------------------------------ | ------------------------------------ |
| 1                                    | George Michael                       | "Faith"                              | Vlag van Engeland                    |
| 2                                    | Rick Astley                          | "Never Gonna Give You Up"            | Vlag van Engeland                    |
| 3                                    | Belinda Carlisle                     | "I Get Weak"                         | Vlag van Verenigde Staten            |
| 4                                    | Michael A. Levine                    | "Churchgoing People"                 | Vlag van Verenigde Staten            |
| 5                                    | Madonna                              | "Live To Tell"                       | Vlag van Verenigde Staten            |

| Gebruikte nummers in deze aflevering | Gebruikte nummers in deze aflevering | Gebruikte nummers in deze aflevering          | Gebruikte nummers in deze aflevering |
| №                                    | Artiest                              | Nummer                                        | Land                                 |
| ------------------------------------ | ------------------------------------ | --------------------------------------------- | ------------------------------------ |
| 1                                    | Gladys Knight & The Pips             | "Midnight Train To Georgia"                   | Vlag van Verenigde Staten            |
| 2                                    | Kool & The Gang                      | "Jungle Boogie"                               | Vlag van Verenigde Staten            |
| 3                                    | Barry White                          | "I'm Gonna Love You Just A Little More, Baby" | Vlag van Verenigde Staten            |
| 4                                    | Al Green                             | "Let's Stay Together"                         | Vlag van Verenigde Staten            |
| 5                                    | Sly & The Family Stone               | "If You Want Me To Stay"                      | Vlag van Verenigde Staten            |
| 6                                    | The Chambers Brothers                | "Time Has Come Today"                         | Vlag van Verenigde Staten            |
| 7                                    | Stevie Wonder                        | "You Are The Sunshine Of My Life"             | Vlag van Verenigde Staten            |
| 8                                    | Bill Withers                         | "Lean On Me"                                  | Vlag van Verenigde Staten            |

| Gebruikte nummers in deze aflevering | Gebruikte nummers in deze aflevering | Gebruikte nummers in deze aflevering | Gebruikte nummers in deze aflevering |
| №                                    | Artiest                              | Nummer                               | Land                                 |
| ------------------------------------ | ------------------------------------ | ------------------------------------ | ------------------------------------ |
| 1                                    | REO Speedwagon                       | "Keep On Loving You"                 | Vlag van Verenigde Staten            |
| 2                                    | Men At Work                          | "Who Can It Be Now?"                 | Vlag van Australië                   |
| 3                                    | Foreigner                            | "Urgent"                             | Vlag van Verenigde Staten            |
| 4                                    | Styx                                 | "The Best Of Times"                  | Vlag van Verenigde Staten            |
| 5                                    | Kim Carnes                           | "Bette Davis Eyes"                   | Vlag van Verenigde Staten            |
| 6                                    | Air Supply                           | "Every Woman In The World"           | Vlag van Australië                   |
| 7                                    | Billy Joel                           | "She's Got A Way"                    | Vlag van Verenigde Staten            |

| Gebruikte nummers in deze aflevering | Gebruikte nummers in deze aflevering | Gebruikte nummers in deze aflevering      | Gebruikte nummers in deze aflevering |
| №                                    | Artiest                              | Nummer                                    | Land                                 |
| ------------------------------------ | ------------------------------------ | ----------------------------------------- | ------------------------------------ |
| 1                                    | Betty Everett                        | "The Shoop Shoop Song (It's In His Kiss)" | Vlag van Verenigde Staten            |
| 2                                    | The Shangri-Las                      | "Remember (Walking In The Sand)"          | Vlag van Verenigde Staten            |
| 3                                    | Dean Martin                          | "You're Nobody Till Somebody Loves You"   | Vlag van Verenigde Staten            |
| 4                                    | Gene Pitney                          | "Town Without Pity"                       | Vlag van Verenigde Staten            |
| 5                                    | The Byrds                            | "Turn! Turn! Turn!"                       | Vlag van Verenigde Staten            |

| Gebruikte nummers in deze aflevering | Gebruikte nummers in deze aflevering | Gebruikte nummers in deze aflevering | Gebruikte nummers in deze aflevering |
| №                                    | Artiest                              | Nummer                               | Land                                 |
| ------------------------------------ | ------------------------------------ | ------------------------------------ | ------------------------------------ |
| 1                                    | Azure Ray                            | "Sleep"                              | Vlag van Verenigde Staten            |
| 2                                    | Fuel                                 | "Hemorrhage (In My Hands)"           | Vlag van Verenigde Staten            |
| 3                                    | Dominique van Hulst                  | "Heaven"                             | Vlag van Nederland                   |

| Gebruikte nummers in deze aflevering | Gebruikte nummers in deze aflevering | Gebruikte nummers in deze aflevering | Gebruikte nummers in deze aflevering |
| №                                    | Artiest                              | Nummer                               | Land                                 |
| ------------------------------------ | ------------------------------------ | ------------------------------------ | ------------------------------------ |
| 1                                    | The Cure                             | "Lovesong"                           | Vlag van Engeland                    |
| 2                                    | Fine Young Cannibals                 | "She Drives Me Crazy"                | Vlag van Engeland                    |
| 3                                    | Crowded House                        | "Don't Dream It's Over"              | Vlag van Australië                   |
| 4                                    | Don Henley feat. Bruce Hornsby       | "The End Of The Innocence"           | Vlag van Verenigde Staten            |

| Gebruikte nummers in deze aflevering | Gebruikte nummers in deze aflevering | Gebruikte nummers in deze aflevering | Gebruikte nummers in deze aflevering |
| №                                    | Artiest                              | Nummer                               | Land                                 |
| ------------------------------------ | ------------------------------------ | ------------------------------------ | ------------------------------------ |
| 1                                    | Smash Mouth                          | "Walkin' On The Sun"                 | Vlag van Verenigde Staten            |
| 2                                    | Dave Matthews Band                   | "Two Step"                           | Vlag van Verenigde Staten            |
| 3                                    | Nine Inch Nails                      | "Closer"                             | Vlag van Verenigde Staten            |
| 4                                    | Blessid Union Of Souls               | "I Believe"                          | Vlag van Verenigde Staten            |

| Gebruikte nummers in deze aflevering | Gebruikte nummers in deze aflevering | Gebruikte nummers in deze aflevering | Gebruikte nummers in deze aflevering |
| №                                    | Artiest                              | Nummer                               | Land                                 |
| ------------------------------------ | ------------------------------------ | ------------------------------------ | ------------------------------------ |
| 1                                    | Adam Ant                             | "Wonderful"                          | Vlag van Engeland                    |
| 2                                    | Lisa Loeb                            | "Stay (I Missed You)"                | Vlag van Verenigde Staten            |
| 3                                    | Michael A. Levine                    | "Gwen & Rush"                        | Vlag van Verenigde Staten            |
| 4                                    | Oasis                                | "Don't Look Back In Anger"           | Vlag van Engeland                    |

| Gebruikte nummers in deze aflevering | Gebruikte nummers in deze aflevering | Gebruikte nummers in deze aflevering | Gebruikte nummers in deze aflevering |
| №                                    | Artiest                              | Nummer                               | Land                                 |
| ------------------------------------ | ------------------------------------ | ------------------------------------ | ------------------------------------ |
| 1                                    | Jackson Browne                       | "Running on Empty"                   | Vlag van Verenigde Staten            |
| 2                                    | Supertramp                           | "The Logical Song"                   | Vlag van Engeland                    |
| 3                                    | Paul Simon                           | "Slip Sliding Away"                  | Vlag van Verenigde Staten            |
| 4                                    | Genesis                              | "Follow You Follow Me"               | Vlag van Engeland                    |

| Gebruikte nummers in deze aflevering | Gebruikte nummers in deze aflevering  | Gebruikte nummers in deze aflevering | Gebruikte nummers in deze aflevering |
| №                                    | Artiest                               | Nummer                               | Land                                 |
| ------------------------------------ | ------------------------------------- | ------------------------------------ | ------------------------------------ |
| 1                                    | Julia Lee                             | "Dream Lucky Blues"                  | Vlag van Verenigde Staten            |
| 2                                    | Louis Armstrong feat. Ella Fitzgerald | "Star Fell On Alabama"               | Vlag van Verenigde Staten            |
| 3                                    | Michael A. Levine                     | "Sadie's Blues"                      | Vlag van Verenigde Staten            |
| 4                                    | Ella Fitzgerald                       | "Blue Moon"                          | Vlag van Verenigde Staten            |

| Gebruikte nummers in deze aflevering | Gebruikte nummers in deze aflevering | Gebruikte nummers in deze aflevering | Gebruikte nummers in deze aflevering |
| №                                    | Artiest                              | Nummer                               | Land                                 |
| ------------------------------------ | ------------------------------------ | ------------------------------------ | ------------------------------------ |
| 1                                    | Johnny Cash                          | "You're The Nearest Thing To Heaven" | Vlag van Verenigde Staten            |
| 2                                    | The Everly Brothers                  | "All I Have To Do Is Dream"          | Vlag van Verenigde Staten            |
| 3                                    | Ricky Nelson                         | "Stood Up"                           | Vlag van Verenigde Staten            |
| 4                                    | Patsy Cline                          | "Walkin' After Midnight"             | Vlag van Verenigde Staten            |
| 5                                    | Ricky Nelson                         | "Poor Little Fool"                   | Vlag van Verenigde Staten            |
| 6                                    | Perry Como                           | "Catch A Falling Star"               | Vlag van Verenigde Staten            |
| 7                                    | Ricky Nelson                         | "Lonesome Town"                      | Vlag van Verenigde Staten            |
| 8                                    | Michael A. Levine                    | "Sister Vivian's Flashback"          | Vlag van Verenigde Staten            |
| 9                                    | Ricky Nelson                         | "Sweeter Than You"                   | Vlag van Verenigde Staten            |

| Gebruikte nummers in deze aflevering | Gebruikte nummers in deze aflevering | Gebruikte nummers in deze aflevering  | Gebruikte nummers in deze aflevering |
| №                                    | Artiest                              | Nummer                                | Land                                 |
| ------------------------------------ | ------------------------------------ | ------------------------------------- | ------------------------------------ |
| 1                                    | The Trammps                          | "Disco Inferno"                       | Vlag van Verenigde Staten            |
| 2                                    | Earth, Wind & Fire                   | "After The Love Has Gone"             | Vlag van Verenigde Staten            |
| 3                                    | ABBA                                 | "Dancing Queen"                       | Vlag van Zweden                      |
| 4                                    | Gloria Gaynor                        | "I Will Survive"                      | Vlag van Verenigde Staten            |
| 5                                    | Alicia Bridges                       | "I Love The Nightlife (Disco 'Round)" | Vlag van Verenigde Staten            |
| 6                                    | CHIC                                 | "Le Freak"                            | Vlag van Verenigde Staten            |
| 7                                    | Bee Gees                             | "Stayin' Alive"                       | /                                    |
| 8                                    | Donna Summer                         | "Last Dance"                          | Vlag van Verenigde Staten            |

| Gebruikte nummers in deze aflevering | Gebruikte nummers in deze aflevering | Gebruikte nummers in deze aflevering   | Gebruikte nummers in deze aflevering |
| №                                    | Artiest                              | Nummer                                 | Land                                 |
| ------------------------------------ | ------------------------------------ | -------------------------------------- | ------------------------------------ |
| 1                                    | Jefferson Airplane                   | "Volunteers"                           | Vlag van Verenigde Staten            |
| 2                                    | Jefferson Airplane                   | "Somebody to Love"                     | Vlag van Verenigde Staten            |
| 3                                    | Marvin Gaye                          | "Mercy Mercy Me (The Ecology)"         | Vlag van Verenigde Staten            |
| 4                                    | Procol Harum                         | "A Whiter Shade Of Pale"               | Vlag van Engeland                    |
| 5                                    | James Brown                          | "Say It Loud, I'm Black And I'm Proud" | Vlag van Verenigde Staten            |
| 6                                    | The Troggs                           | "Love Is All Around"                   | Vlag van Engeland                    |
| 7                                    | Jefferson Airplane                   | "White Rabbit"                         | Vlag van Verenigde Staten            |
| 8                                    | Joe Cocker                           | "I Shall Be Released"                  | Vlag van Engeland                    |
| 9                                    | The Youngbloods                      | "Get Together"                         | Vlag van Verenigde Staten            |

| Gebruikte nummers in deze aflevering | Gebruikte nummers in deze aflevering | Gebruikte nummers in deze aflevering | Gebruikte nummers in deze aflevering |
| №                                    | Artiest                              | Nummer                               | Land                                 |
| ------------------------------------ | ------------------------------------ | ------------------------------------ | ------------------------------------ |
| 1                                    | Aerosmith & Run-D.M.C.               | "Walk This Way"                      | Vlag van Verenigde Staten            |
| 2                                    | Cameo                                | "Word Up!"                           | Vlag van Verenigde Staten            |
| 3                                    | Peter Gabriel                        | "Big Time"                           | Vlag van Engeland                    |
| 4                                    | Ma$e feat. Busta Rhymes              | "Niggaz Wanna Act"                   | Vlag van Verenigde Staten            |
| 5                                    | Salt-n-Pepa                          | "Push It"                            | Vlag van Verenigde Staten            |
| 6                                    | Peter Gabriel & Kate Bush            | "Don't Give Up"                      | Vlag van Engeland                    |
| 7                                    | Bruce Springsteen                    | "Walk Like A Man"                    | Vlag van Verenigde Staten            |

| Gebruikte nummers in deze aflevering | Gebruikte nummers in deze aflevering | Gebruikte nummers in deze aflevering                        | Gebruikte nummers in deze aflevering |
| №                                    | Artiest                              | Nummer                                                      | Land                                 |
| ------------------------------------ | ------------------------------------ | ----------------------------------------------------------- | ------------------------------------ |
| 1                                    | Eagle-Eye Cherry                     | "Save Tonight"                                              | Vlag van Zweden                      |
| 2                                    | R.E.M.                               | "It's The End Of The World As We Know It (And I Feel Fine)" | Vlag van Verenigde Staten            |
| 3                                    | Third Eye Blind                      | "Never Let You Go"                                          | Vlag van Verenigde Staten            |
| 4                                    | TLC                                  | "No Scrubs"                                                 | Vlag van Verenigde Staten            |
| 5                                    | Tal Bachman                          | "She's So High"                                             | Vlag van Canada                      |
| 6                                    | Len                                  | "Steal My Sunshine"                                         | Vlag van Canada                      |
| 7                                    | Jewel                                | "Hands"                                                     | Vlag van Verenigde Staten            |

| Gebruikte nummers in deze aflevering | Gebruikte nummers in deze aflevering | Gebruikte nummers in deze aflevering | Gebruikte nummers in deze aflevering |
| №                                    | Artiest                              | Nummer                               | Land                                 |
| ------------------------------------ | ------------------------------------ | ------------------------------------ | ------------------------------------ |
| 1                                    | Fleetwood Mac                        | "Don't Stop"                         | Vlag van Engeland                    |
| 2                                    | The Cranberries                      | "Dreams"                             | Vlag van Ierland                     |
| 3                                    | Gin Blossoms                         | "Hey Jealousy"                       | Vlag van Verenigde Staten            |
| 4                                    | 4 Non Blondes                        | "What's Up?"                         | Vlag van Verenigde Staten            |
| 5                                    | Chris Isaak                          | "Can't Do A Thing (To Stop Me)"      | Vlag van Verenigde Staten            |
| 6                                    | Michael A. Levine                    | "Late Returns"                       | Vlag van Verenigde Staten            |
| 7                                    | Duran Duran                          | "Ordinary World"                     | Vlag van Engeland                    |

| Gebruikte nummers in deze aflevering (met verwijzingen naar Wall Street) | Gebruikte nummers in deze aflevering (met verwijzingen naar Wall Street) | Gebruikte nummers in deze aflevering (met verwijzingen naar Wall Street) | Gebruikte nummers in deze aflevering (met verwijzingen naar Wall Street) |
| №                                                                        | Artiest                                                                  | Nummer                                                                   | Land                                                                     |
| ------------------------------------------------------------------------ | ------------------------------------------------------------------------ | ------------------------------------------------------------------------ | ------------------------------------------------------------------------ |
| 1                                                                        | Culture Club                                                             | "Karma Chameleon"                                                        | Vlag van Engeland                                                        |
| 2                                                                        | Journey                                                                  | "Separate Ways (Worlds Apart)"                                           | Vlag van Verenigde Staten                                                |
| 3                                                                        | Talk Talk                                                                | "It's My Life"                                                           | Vlag van Engeland                                                        |
| 4                                                                        | Tears for Fears                                                          | "Everybody Wants To Rule The World"                                      | Vlag van Engeland                                                        |
| 5                                                                        | Grandmaster Flash & Melle Mel                                            | "White Lines"                                                            | /                                                                        |
| 6                                                                        | Thompson Twins                                                           | "Lay Your Hands On Me"                                                   | Vlag van Engeland                                                        |
| 7                                                                        | ZZ Top                                                                   | "Sharp Dressed Man"                                                      | Vlag van Verenigde Staten                                                |
| 8                                                                        | Tina Turner                                                              | "Better Be Good To Me"                                                   | Vlag van Verenigde Staten                                                |
| 9                                                                        | Don Henley                                                               | "Dirty Laundry"                                                          | Vlag van Verenigde Staten                                                |
| 10                                                                       | Cyndi Lauper                                                             | "All Through The Night"                                                  | Vlag van Verenigde Staten                                                |

| Gebruikte nummers in deze aflevering | Gebruikte nummers in deze aflevering | Gebruikte nummers in deze aflevering | Gebruikte nummers in deze aflevering |
| №                                    | Artiest                              | Nummer                               | Land                                 |
| ------------------------------------ | ------------------------------------ | ------------------------------------ | ------------------------------------ |
| 1                                    | Indigo Girls                         | "Closer To Fine"                     | Vlag van Verenigde Staten            |
| 2                                    | Tom Petty                            | "Free Fallin'"                       | Vlag van Verenigde Staten            |
| 3                                    | Cowboy Junkies                       | "Sweet Jane"                         | Vlag van Canada                      |
| 4                                    | Poison                               | "Every Rose Has Its Thorn"           | Vlag van Verenigde Staten            |
| 5                                    | Aerosmith                            | "Love In An Elevator"                | Vlag van Verenigde Staten            |
| 6                                    | Roxette                              | "Listen To Your Heart"               | Vlag van Zweden                      |
| 7                                    | Tears for Fears                      | "Sowing The Seeds Of Love"           | Vlag van Engeland                    |
| 8                                    | The Bangles                          | "Eternal Flame"                      | Vlag van Verenigde Staten            |

| Gebruikte nummers in deze aflevering | Gebruikte nummers in deze aflevering | Gebruikte nummers in deze aflevering | Gebruikte nummers in deze aflevering |
| №                                    | Artiest                              | Nummer                               | Land                                 |
| ------------------------------------ | ------------------------------------ | ------------------------------------ | ------------------------------------ |
| 1                                    | Bush                                 | "Machinehead"                        | Vlag van Engeland                    |
| 2                                    | Travis                               | "Writing To Reach You"               | Vlag van Schotland                   |
| 3                                    | Dave Matthews Band                   | "Don't Drink the Water"              | Vlag van Verenigde Staten            |
| 4                                    | Limp Bizkit                          | "Save Me Before I Drown"             | Vlag van Verenigde Staten            |
| 5                                    | PEG                                  | "Long Way Down"                      | Vlag van Australië                   |
| 6                                    | Staind                               | "Outside"                            | Vlag van Verenigde Staten            |
| 7                                    | Papa Roach                           | "Last Resort"                        | Vlag van Verenigde Staten            |
| 8                                    | Cursive                              | "A Gentleman Caller"                 | Vlag van Verenigde Staten            |
| 9                                    | Aimee Mann                           | "Wise Up"                            | Vlag van Verenigde Staten            |

| Gebruikte nummers in deze aflevering | Gebruikte nummers in deze aflevering | Gebruikte nummers in deze aflevering | Gebruikte nummers in deze aflevering |
| №                                    | Artiest                              | Nummer                               | Land                                 |
| ------------------------------------ | ------------------------------------ | ------------------------------------ | ------------------------------------ |
| 1                                    | The Hooters                          | "And We Danced"                      | Vlag van Verenigde Staten            |
| 2                                    | Belinda Carlisle                     | "Mad About You"                      | Vlag van Verenigde Staten            |
| 3                                    | Rick Springfield                     | "Love Somebody"                      | Vlag van Australië                   |
| 4                                    | Michael Sembello                     | "Maniac"                             | Vlag van Verenigde Staten            |
| 5                                    | Men Without Hats                     | "The Safety Dance"                   | Vlag van Canada                      |
| 6                                    | The Psychedelic Furs                 | "Pretty In Pink"                     | Vlag van Engeland                    |
| 7                                    | The Psychedelic Furs                 | "The Ghost In You"                   | Vlag van Engeland                    |
| 8                                    | Stevie Nicks & Don Henley            | "Leather And Lace"                   | Vlag van Verenigde Staten            |

## Seizoen 2: 2004-2005
| Gebruikte nummers in deze aflevering | Gebruikte nummers in deze aflevering | Gebruikte nummers in deze aflevering | Gebruikte nummers in deze aflevering |
| №                                    | Artiest                              | Nummer                               | Land                                 |
| ------------------------------------ | ------------------------------------ | ------------------------------------ | ------------------------------------ |
| 1                                    | Big Tymers                           | "Still Fly"                          | Vlag van Verenigde Staten            |
| 2                                    | Shuggie Otis                         | "Strawberry Letter 23"               | Vlag van Verenigde Staten            |
| 3                                    | Groove Armada feat. Richie Havens    | "Hands Of Time"                      | Vlag van Engeland                    |
| 4                                    | Soul Hooligan                        | "Soul Searching"                     | Vlag van Verenigde Staten            |
| 5                                    | Ashanti                              | "Foolish"                            | Vlag van Verenigde Staten            |
| 6                                    | MasterSource Music Catalogue         | "Mine For The Takin"                 | Vlag van Verenigde Staten            |
| 7                                    | Michael A. Levine                    | "The Badlands"                       | Vlag van Verenigde Staten            |
| 8                                    | Alicia Keys                          | "If I Ain't Got You"                 | Vlag van Verenigde Staten            |

| Gebruikte nummers in deze aflevering | Gebruikte nummers in deze aflevering | Gebruikte nummers in deze aflevering | Gebruikte nummers in deze aflevering |
| №                                    | Artiest                              | Nummer                               | Land                                 |
| ------------------------------------ | ------------------------------------ | ------------------------------------ | ------------------------------------ |
| 1                                    | Four Vagabonds                       | "Rosie The Riveter"                  | Vlag van Verenigde Staten            |
| 2                                    | The Mills Brothers                   | "Till Then"                          | Vlag van Verenigde Staten            |
| 3                                    | Peggy Lee                            | "Waiting For The Train To Come In"   | Vlag van Verenigde Staten            |
| 4                                    | Duke Ellington                       | "I'm Beginning To See The Light"     | Vlag van Verenigde Staten            |
| 5                                    | The Andrews Sisters                  | "Rumors Are Flying"                  | Vlag van Verenigde Staten            |
| 6                                    | Glenn Miller & Orchestra             | "American Patrol"                    | Vlag van Verenigde Staten            |
| 7                                    | Louis Jordan                         | "Is You Is Or Is You Ain't My Baby"  | Vlag van Verenigde Staten            |
| 8                                    | Bing Crosby & The Andrews Sisters    | "Don't Fence Me In"                  | Vlag van Verenigde Staten            |

| Gebruikte nummers in deze aflevering | Gebruikte nummers in deze aflevering | Gebruikte nummers in deze aflevering | Gebruikte nummers in deze aflevering |
| №                                    | Artiest                              | Nummer                               | Land                                 |
| ------------------------------------ | ------------------------------------ | ------------------------------------ | ------------------------------------ |
| 1                                    | Donna Summer                         | "Bad Girls"                          | Vlag van Verenigde Staten            |
| 2                                    | The Knack                            | "My Sharona"                         | Vlag van Verenigde Staten            |
| 3                                    | Anita Ward                           | "Ring My Bell"                       | Vlag van Verenigde Staten            |
| 4                                    | England Dan & John Ford Coley        | "I'd Really Love To See You Tonight" | Vlag van Verenigde Staten            |
| 5                                    | Cheap Trick                          | "I Want You To Want Me"              | Vlag van Verenigde Staten            |
| 6                                    | Katy Pfaffl                          | "Beautiful"                          | Vlag van Verenigde Staten            |
| 7                                    | Van McCoy                            | "The Hustle"                         | Vlag van Verenigde Staten            |
| 8                                    | Village People                       | "Y.M.C.A."                           | Vlag van Verenigde Staten            |
| 9                                    | KC and The Sunshine Band             | "Please Don't Go"                    | Vlag van Verenigde Staten            |
| 10                                   | David Gates                          | "Goodbye Girl"                       | Vlag van Verenigde Staten            |

| Gebruikte nummers in deze aflevering | Gebruikte nummers in deze aflevering | Gebruikte nummers in deze aflevering | Gebruikte nummers in deze aflevering |
| №                                    | Artiest                              | Nummer                               | Land                                 |
| ------------------------------------ | ------------------------------------ | ------------------------------------ | ------------------------------------ |
| 1                                    | Johnny Cash                          | "Folsom Prison Blues"                | Vlag van Verenigde Staten            |
| 2                                    | Johnny Cash                          | "Orange Blossom Special"             | Vlag van Verenigde Staten            |
| 3                                    | Johnny Cash                          | "I Got Stripes"                      | Vlag van Verenigde Staten            |
| 4                                    | Johnny Cash                          | "Dirty Old Egg-Sucking Dog"          | Vlag van Verenigde Staten            |
| 5                                    | Johnny Cash                          | "Cocaine Blues"                      | Vlag van Verenigde Staten            |
| 6                                    | Johnny Cash                          | "Ring Of Fire"                       | Vlag van Verenigde Staten            |
| 7                                    | Johnny Cash                          | "Will The Circle Be Unbroken"        | Vlag van Verenigde Staten            |
| 8                                    | Johnny Cash                          | "Give My Love to Rose"               | Vlag van Verenigde Staten            |
| 9                                    | Johnny Cash                          | "Flesh And Blood"                    | Vlag van Verenigde Staten            |

| Gebruikte nummers in deze aflevering | Gebruikte nummers in deze aflevering | Gebruikte nummers in deze aflevering | Gebruikte nummers in deze aflevering |
| №                                    | Artiest                              | Nummer                               | Land                                 |
| ------------------------------------ | ------------------------------------ | ------------------------------------ | ------------------------------------ |
| 1                                    | Enigma                               | "Sadeness"                           | Vlag van Duitsland                   |
| 2                                    | Depeche Mode                         | "Policy Of Truth"                    | Vlag van Engeland                    |
| 3                                    | The Cure                             | "Just Like Heaven"                   | Vlag van Verenigde Staten            |
| 4                                    | Edie Brickell & New Bohemians        | "What I Am"                          | Vlag van Verenigde Staten            |
| 5                                    | House Of Pain                        | "Jump Around"                        | /                                    |
| 6                                    | The Cure                             | "Pictures Of You"                    | Vlag van Verenigde Staten            |
| 7                                    | Scorpions                            | "Send Me An Angel"                   | Vlag van Duitsland                   |

| Gebruikte nummers in deze aflevering (met verwijzingen naar Heathers) | Gebruikte nummers in deze aflevering (met verwijzingen naar Heathers) | Gebruikte nummers in deze aflevering (met verwijzingen naar Heathers) | Gebruikte nummers in deze aflevering (met verwijzingen naar Heathers) |
| №                                                                     | Artiest                                                               | Nummer                                                                | Land                                                                  |
| --------------------------------------------------------------------- | --------------------------------------------------------------------- | --------------------------------------------------------------------- | --------------------------------------------------------------------- |
| 1                                                                     | R.E.M.                                                                | "Stand"                                                               | Vlag van Verenigde Staten                                             |
| 2                                                                     | The La's                                                              | "There She Goes"                                                      | Vlag van Engeland                                                     |
| 3                                                                     | Crowded House                                                         | "Something So Strong"                                                 | Vlag van Nieuw-Zeeland                                                |
| 4                                                                     | Simple Minds                                                          | "Alive And Kicking"                                                   | Vlag van Schotland                                                    |
| 5                                                                     | The Bangles                                                           | "In Your Room"                                                        | Vlag van Verenigde Staten                                             |
| 6                                                                     | Erik Broms                                                            | "Don't Leave the Girl"                                                | Vlag van Verenigde Staten                                             |
| 7                                                                     | Pixies                                                                | "Wave Of Mutilation"                                                  | Vlag van Verenigde Staten                                             |
| 8                                                                     | Martika                                                               | "Toy Soldiers"                                                        | Vlag van Verenigde Staten                                             |
| 9                                                                     | The Cure                                                              | "Lullaby"                                                             | Vlag van Verenigde Staten                                             |
| 10                                                                    | Edie Brickell & New Bohemians                                         | "Circle"                                                              | Vlag van Verenigde Staten                                             |

| Gebruikte nummers in deze aflevering | Gebruikte nummers in deze aflevering | Gebruikte nummers in deze aflevering | Gebruikte nummers in deze aflevering |
| №                                    | Artiest                              | Nummer                               | Land                                 |
| ------------------------------------ | ------------------------------------ | ------------------------------------ | ------------------------------------ |
| 1                                    | The Weather Girls                    | "It's Raining Men"                   | Vlag van Verenigde Staten            |
| 2                                    | Madness                              | "Our House"                          | Vlag van Engeland                    |
| 3                                    | Loverboy                             | "Working For The Weekend"            | Vlag van Canada                      |
| 4                                    | Tom Petty and the Heartbreakers      | "You Got Lucky"                      | Vlag van Verenigde Staten            |
| 5                                    | Cyndi Lauper                         | "Time After Time"                    | Vlag van Verenigde Staten            |
| 6                                    | Billy Idol                           | "Eyes Without A Face"                | Vlag van Engeland                    |
| 7                                    | Scorpions                            | "Still Loving You"                   | Vlag van Duitsland                   |
| 8                                    | Bob Seger                            | "Shame On The Moon"                  | Vlag van Verenigde Staten            |
| 9                                    | Sheriff                              | "When I'm With You"                  | Vlag van Canada                      |

| Gebruikte nummers in deze aflevering | Gebruikte nummers in deze aflevering | Gebruikte nummers in deze aflevering            | Gebruikte nummers in deze aflevering |
| №                                    | Artiest                              | Nummer                                          | Land                                 |
| ------------------------------------ | ------------------------------------ | ----------------------------------------------- | ------------------------------------ |
| 1                                    | Buddy Morrow                         | "Your Mouth's Got A Hole In It"                 | Vlag van Verenigde Staten            |
| 2                                    | The Spaniels                         | "Goodnight Sweetheart Goodnight"                | Vlag van Verenigde Staten            |
| 3                                    | James "Sugar Boy" Crawford           | "Iko Iko / Jock-A-Mo"                           | Vlag van Verenigde Staten            |
| 4                                    | Billie Holiday                       | "Yesterdays"                                    | Vlag van Verenigde Staten            |
| 5                                    | Tony Bennett                         | "Rags To Riches"                                | Vlag van Verenigde Staten            |
| 6                                    | Johnnie Ray                          | "Cry"                                           | Vlag van Verenigde Staten            |
| 7                                    | Patti Page                           | "You Belong To Me"                              | Vlag van Verenigde Staten            |
| 8                                    | Michael A. Levine                    | "The Raft & The River"                          | Vlag van Verenigde Staten            |
| 9                                    | APM Music Library                    | "Moonlight Promanade"                           | Vlag van Verenigde Staten            |
| 10                                   | Frankie Laine                        | "I Believe (For Every Drop of Rain That Falls)" | Vlag van Verenigde Staten            |

| Gebruikte nummers in deze aflevering | Gebruikte nummers in deze aflevering | Gebruikte nummers in deze aflevering | Gebruikte nummers in deze aflevering |
| №                                    | Artiest                              | Nummer                               | Land                                 |
| ------------------------------------ | ------------------------------------ | ------------------------------------ | ------------------------------------ |
| 1                                    | Journey                              | "Only The Young"                     | Vlag van Verenigde Staten            |
| 2                                    | Katrina & The Waves                  | "Walking On Sunshine"                | Vlag van Engeland                    |
| 3                                    | The Tokens                           | "Victim Of Gravity"                  | Vlag van Verenigde Staten            |
| 4                                    | Marilyn Manson                       | "The Dope Show"                      | Vlag van Verenigde Staten            |
| 5                                    | The Dream Academy                    | "Life In A Northern Town"            | Vlag van Engeland                    |
| 6                                    | Witchman                             | "Restless"                           | Vlag van Engeland                    |
| 7                                    | Phil Collins                         | "Long Long Way To Go"                | Vlag van Engeland                    |

| Gebruikte nummers in deze aflevering | Gebruikte nummers in deze aflevering | Gebruikte nummers in deze aflevering | Gebruikte nummers in deze aflevering |
| №                                    | Artiest                              | Nummer                               | Land                                 |
| ------------------------------------ | ------------------------------------ | ------------------------------------ | ------------------------------------ |
| 1                                    | 3 Doors Down                         | "Kryptonite"                         | Vlag van Verenigde Staten            |
| 2                                    | Collective Soul                      | "Run"                                | Vlag van Verenigde Staten            |
| 3                                    | Moby                                 | "Natural Blues"                      | Vlag van Verenigde Staten            |
| 4                                    | Splender                             | "I Think God Can Explain"            | Vlag van Verenigde Staten            |
| 5                                    | Santana feat. Everlast               | "Put Your Lights On"                 | Vlag van Verenigde Staten            |
| 6                                    | Travis                               | "Why Does It Always Rain On Me?"     | Vlag van Schotland                   |

| Gebruikte nummers in deze aflevering | Gebruikte nummers in deze aflevering | Gebruikte nummers in deze aflevering                     | Gebruikte nummers in deze aflevering |
| №                                    | Artiest                              | Nummer                                                   | Land                                 |
| ------------------------------------ | ------------------------------------ | -------------------------------------------------------- | ------------------------------------ |
| 1                                    | Cheap Trick                          | "Surrender"                                              | Vlag van Verenigde Staten            |
| 2                                    | The Ramones                          | "I Wanna Be Sedated"                                     | Vlag van Verenigde Staten            |
| 3                                    | The Cars                             | "Moving In Stereo"                                       | Vlag van Verenigde Staten            |
| 4                                    | Elvis Costello & The Attractions     | "Accidents Will Happen"                                  | Vlag van Engeland                    |
| 5                                    | Nick Lowe                            | "Cruel To Be Kind"                                       | Vlag van Engeland                    |
| 6                                    | Buzzcocks                            | "Why Can't I Touch It?"                                  | Vlag van Engeland                    |
| 7                                    | Elvis Costello                       | "(What’s So Funny ‘Bout) Peace, Love, And Understanding" | Vlag van Engeland                    |

| Gebruikte nummers in deze aflevering (met verwijzingen, eveneens als de trapscène en de stad Philadelphia, naar Rocky) | Gebruikte nummers in deze aflevering (met verwijzingen, eveneens als de trapscène en de stad Philadelphia, naar Rocky) | Gebruikte nummers in deze aflevering (met verwijzingen, eveneens als de trapscène en de stad Philadelphia, naar Rocky) | Gebruikte nummers in deze aflevering (met verwijzingen, eveneens als de trapscène en de stad Philadelphia, naar Rocky) |
| № | Artiest | Nummer | Land |
| --- | --- | --- | --- |
| 1 | Elton John | "Philadelphia Freedom"                                                                                                 | Vlag van Engeland |
| 2 | Orleans | "Dance With Me" | Vlag van Verenigde Staten                                                                                              |
| 3 | Parliament | "Give Up The Funk (Tear The Roof Off Of This Sucker)"                                                                  | Vlag van Verenigde Staten                                                                                              |
| 4 | The Marshall Tucker Band                                                                                               | "Can't You See" | Vlag van Verenigde Staten                                                                                              |
| 5 | Bachman-Turner Overdrive                                                                                               | "You Ain't Seen Nothing Yet"                                                                                           | Vlag van Canada |
| 6 | Elton John | "Someone Saved My Life Tonight"                                                                                        | Vlag van Engeland |
| 7 | MasterSource Music Catalogue                                                                                           | "The River" | Vlag van Verenigde Staten                                                                                              |
| 8 | David Thiele | "You Again" | Vlag van Verenigde Staten                                                                                              |
| 9 | Michael A. Levine | "Yo, Adrian" | Vlag van Verenigde Staten                                                                                              |
| 10 | Peter Frampton | "Baby, I Love Your Way"                                                                                                | Vlag van Engeland |

| Gebruikte nummers in deze aflevering | Gebruikte nummers in deze aflevering | Gebruikte nummers in deze aflevering | Gebruikte nummers in deze aflevering |
| №                                    | Artiest                              | Nummer                               | Land                                 |
| ------------------------------------ | ------------------------------------ | ------------------------------------ | ------------------------------------ |
| 1                                    | Steve Winwood                        | "Higher Love"                        | Vlag van Engeland                    |
| 2                                    | MasterSource Music Catalogue         | "I Can't Wait"                       | Vlag van Verenigde Staten            |
| 3                                    | Everlast                             | "What It's Like"                     | Vlag van Verenigde Staten            |
| 4                                    | Alice In Chains                      | "Man In The Box"                     | Vlag van Verenigde Staten            |
| 5                                    | MasterSource Music Catalogue         | "Trailer Trash"                      | Vlag van Verenigde Staten            |
| 6                                    | Smokey Robinson                      | "Just To See Her"                    | Vlag van Verenigde Staten            |
| 7                                    | MasterSource Music Catalogue         | "Acting Like This"                   | Vlag van Verenigde Staten            |
| 8                                    | Michael Jackson                      | "Man In The Mirror"                  | Vlag van Verenigde Staten            |

| Gebruikte nummers in deze aflevering | Gebruikte nummers in deze aflevering | Gebruikte nummers in deze aflevering | Gebruikte nummers in deze aflevering |
| №                                    | Artiest                              | Nummer                               | Land                                 |
| ------------------------------------ | ------------------------------------ | ------------------------------------ | ------------------------------------ |
| 1                                    | The Lovin' Spoonful                  | "Do You Believe In Magic"            | Vlag van Verenigde Staten            |
| 2                                    | MasterSource Music Catalogue         | "Secret Crush On You"                | Vlag van Verenigde Staten            |
| 3                                    | Bob Dylan                            | "Lay Lady Lay"                       | Vlag van Verenigde Staten            |
| 4                                    | The Zombies                          | "Time Of The Season"                 | Vlag van Engeland                    |
| 5                                    | The Doors                            | "Touch Me"                           | Vlag van Verenigde Staten            |
| 6                                    | 5 Alarm Music Library                | "Je Vous Aime"                       | Vlag van Verenigde Staten            |
| 7                                    | The Foundations                      | "Build Me Up Buttercup"              | Vlag van Engeland                    |
| 8                                    | The Mamas and The Papas              | "California Dreamin'"                | Vlag van Verenigde Staten            |
| 9                                    | MasterSource Music Catalogue         | "My Silve Sitar/Let's Take A Trip"   | Vlag van Verenigde Staten            |
| 10                                   | Blind Faith                          | "Can't Find My Way Home"             | Vlag van Engeland                    |
| 11                                   | Tommy James and the Shondells        | "Crimson And Clover"                 | Vlag van Verenigde Staten            |
| 12                                   | Aretha Franklin                      | "I Say A Little Prayer"              | Vlag van Verenigde Staten            |

| Gebruikte nummers in deze aflevering | Gebruikte nummers in deze aflevering | Gebruikte nummers in deze aflevering | Gebruikte nummers in deze aflevering |
| №                                    | Artiest                              | Nummer                               | Land                                 |
| ------------------------------------ | ------------------------------------ | ------------------------------------ | ------------------------------------ |
| 1                                    | 10,000 Maniacs                       | "These Are Days"                     | Vlag van Verenigde Staten            |
| 2                                    | The Proclaimers                      | "I'm Gonna Be (500 Miles)"           | Vlag van Schotland                   |
| 3                                    | Stone Temple Pilots                  | "Plush"                              | Vlag van Verenigde Staten            |
| 4                                    | 10,000 Maniacs                       | "Trouble Me"                         | Vlag van Verenigde Staten            |
| 5                                    | Michelle Cummings                    | "Angel"                              | Vlag van Verenigde Staten            |
| 6                                    | Sarah McLachlan                      | "Fear"                               | Vlag van Canada                      |
| 7                                    | Mazzy Star                           | "Fade Into You"                      | Vlag van Verenigde Staten            |
| 8                                    | Israel Kamakawiwo'ole                | "Somewhere Over The Rainbow"         | Vlag van Verenigde Staten            |

| Gebruikte nummers in deze aflevering | Gebruikte nummers in deze aflevering | Gebruikte nummers in deze aflevering | Gebruikte nummers in deze aflevering |
| №                                    | Artiest                              | Nummer                               | Land                                 |
| ------------------------------------ | ------------------------------------ | ------------------------------------ | ------------------------------------ |
| 1                                    | The Mighty Mighty Bosstones          | "The Impression That I Get"          | Vlag van Verenigde Staten            |
| 2                                    | The Wallflowers                      | "6th Avenue Heartache"               | Vlag van Verenigde Staten            |
| 3                                    | Elliott Smith                        | "Waltz No.2"                         | Vlag van Verenigde Staten            |
| 4                                    | Kelda                                | "Let It Go"                          | Vlag van Verenigde Staten            |
| 5                                    | The Flys                             | "Got You Where I Want You"           | Vlag van Verenigde Staten            |
| 6                                    | Breathe                              | "Messy Music"                        | Vlag van Verenigde Staten            |
| 7                                    | Counting Crows                       | "A Long December"                    | Vlag van Verenigde Staten            |
| 8                                    | Oasis                                | "Don't Go Away"                      | Vlag van Engeland                    |

| Gebruikte nummers in deze aflevering | Gebruikte nummers in deze aflevering           | Gebruikte nummers in deze aflevering | Gebruikte nummers in deze aflevering |
| №                                    | Artiest                                        | Nummer                               | Land                                 |
| ------------------------------------ | ---------------------------------------------- | ------------------------------------ | ------------------------------------ |
| 1                                    | David Bowie & Queen                            | "Under Pressure"                     | Vlag van Engeland                    |
| 2                                    | Duran Duran                                    | "Save A Prayer"                      | Vlag van Engeland                    |
| 3                                    | Manhattan Production Music                     | "Still In Pain"                      | Vlag van Verenigde Staten            |
| 4                                    | 38 Special                                     | "Caught Up In You"                   | Vlag van Verenigde Staten            |
| 5                                    | Billy Idol                                     | "Dancing With Myself"                | Vlag van Engeland                    |
| 6                                    | MasterSource Music Catalogue                   | "All Night"                          | Vlag van Verenigde Staten            |
| 7                                    | Tommy Tutone                                   | "867-5309/Jenny"                     | Vlag van Verenigde Staten            |
| 8                                    | David Feldstein, Scott Nickoley & Jamie Dunlap | "Wish I Never Met You"               | Vlag van Verenigde Staten            |
| 9                                    | Journey                                        | "Don't Stop Believin'"               | Vlag van Verenigde Staten            |

| Gebruikte nummers in deze aflevering | Gebruikte nummers in deze aflevering | Gebruikte nummers in deze aflevering | Gebruikte nummers in deze aflevering |
| №                                    | Artiest                              | Nummer                               | Land                                 |
| ------------------------------------ | ------------------------------------ | ------------------------------------ | ------------------------------------ |
| 1                                    | Sophie B. Hawkins                    | "As I Lay Me Down"                   | Vlag van Verenigde Staten            |
| 2                                    | Hootie & The Blowfish                | "Only Wanna Be With You"             | Vlag van Verenigde Staten            |
| 3                                    | Hootie & The Blowfish                | "Time"                               | Vlag van Verenigde Staten            |
| 4                                    | David Thiele                         | "Fall For Love"                      | Vlag van Verenigde Staten            |
| 5                                    | Hootie & The Blowfish                | "Let Her Cry"                        | Vlag van Verenigde Staten            |
| 6                                    | Gin Blossoms                         | "Found Out About You"                | Vlag van Verenigde Staten            |
| 7                                    | Messy Music                          | "Long Cold Silence"                  | Vlag van Engeland                    |
| 8                                    | Bruce Springsteen                    | "Secret Garden"                      | Vlag van Verenigde Staten            |

| Gebruikte nummers in deze aflevering | Gebruikte nummers in deze aflevering | Gebruikte nummers in deze aflevering | Gebruikte nummers in deze aflevering |
| №                                    | Artiest                              | Nummer                               | Land                                 |
| ------------------------------------ | ------------------------------------ | ------------------------------------ | ------------------------------------ |
| 1                                    | The Chiffons                         | "One Fine Day"                       | Vlag van Verenigde Staten            |
| 2                                    | The Four Seasons                     | "Walk Like A Man"                    | Vlag van Verenigde Staten            |
| 3                                    | Martha & The Vandellas               | "(Love Is Like A) Heatwave"          | Vlag van Verenigde Staten            |
| 4                                    | Doris Troy                           | "Just One Look"                      | Vlag van Verenigde Staten            |
| 5                                    | Gene Chandler                        | "Rainbow"                            | Vlag van Verenigde Staten            |
| 6                                    | Opus 1 Music Library                 | "Till Death Do Us Part"              | Vlag van Verenigde Staten            |
| 7                                    | Nina Simone                          | "Strange Fruit"                      | Vlag van Verenigde Staten            |

| Gebruikte nummers in deze aflevering | Gebruikte nummers in deze aflevering | Gebruikte nummers in deze aflevering | Gebruikte nummers in deze aflevering |
| №                                    | Artiest                              | Nummer                               | Land                                 |
| ------------------------------------ | ------------------------------------ | ------------------------------------ | ------------------------------------ |
| 1                                    | John Mellencamp                      | "Jack & Diane"                       | Vlag van Verenigde Staten            |
| 2                                    | John Mellencamp                      | "Walk Tall"                          | Vlag van Verenigde Staten            |
| 3                                    | John Mellencamp                      | "Face Of The Nation"                 | Vlag van Verenigde Staten            |
| 4                                    | John Mellencamp                      | "Hand To Hold On To"                 | Vlag van Verenigde Staten            |
| 5                                    | John Mellencamp                      | "Between A Laugh And A Tear"         | Vlag van Verenigde Staten            |
| 6                                    | John Mellencamp                      | "Crumblin' Down"                     | Vlag van Verenigde Staten            |
| 7                                    | John Mellencamp                      | "Lonely Ol' Night"                   | Vlag van Verenigde Staten            |
| 8                                    | John Mellencamp                      | "Hurts So Good"                      | Vlag van Verenigde Staten            |
| 9                                    | John Mellencamp                      | "Authority Song"                     | Vlag van Verenigde Staten            |
| 10                                   | John Mellencamp                      | "Small Town"                         | Vlag van Verenigde Staten            |

| Gebruikte nummers in deze aflevering | Gebruikte nummers in deze aflevering                                               | Gebruikte nummers in deze aflevering       | Gebruikte nummers in deze aflevering |
| №                                    | Artiest (acteurs uit The Rocky Horror Picture Show)                                | Nummer                                     | Land                                 |
| ------------------------------------ | ---------------------------------------------------------------------------------- | ------------------------------------------ | ------------------------------------ |
| 1                                    | Richard O'Brien, Nell Campbell, Patricia Quinn & Charles Gray                      | "Time Warp"                                | Vlag van Verenigde Staten            |
| 2                                    | Jonathan Adams, Tim Curry, Barry Bostwick, Nell Campbell, Charles Gray & Meat Loaf | "Eddie"                                    | Vlag van Verenigde Staten            |
| 3                                    | Barry Bostwick & Susan Sarandon                                                    | "Super Heroes"                             | Vlag van Verenigde Staten            |
| 4                                    | Tim Curry                                                                          | "Don't Dream It. Be It"                    | Vlag van Verenigde Staten            |
| 5                                    | Richard O'Brien                                                                    | "Science Fiction/Double Feature (Reprise)" | Vlag van Verenigde Staten            |
| 6                                    | Meat Loaf                                                                          | "Hot Patootie (Bless My Soul)"             | Vlag van Verenigde Staten            |
| 7                                    | Tim Curry, Richard O'Brien, Patricia Quinn & Nell Campbell                         | "Sweet Transvestite"                       | Vlag van Verenigde Staten            |
| 8                                    | Susan Sarandon, Patricia Quinn & Nell Campbell                                     | "Touch-A-Touch-A-Touch-A Me"               | Vlag van Verenigde Staten            |
| 9                                    | Tim Curry                                                                          | "I'm Going Home"                           | Vlag van Verenigde Staten            |
| 10                                   | Barry Bostwick, Susan Sarandon & Richard O'Brien                                   | "Over At The Frankenstein Place"           | Vlag van Verenigde Staten            |

| Gebruikte nummers in deze aflevering | Gebruikte nummers in deze aflevering                           | Gebruikte nummers in deze aflevering                 | Gebruikte nummers in deze aflevering |
| №                                    | Artiest                                                        | Nummer                                               | Land                                 |
| ------------------------------------ | -------------------------------------------------------------- | ---------------------------------------------------- | ------------------------------------ |
| 1                                    | Ethel Waters & Ben Slavin                                      | "I Got Rhythm"                                       | Vlag van Verenigde Staten            |
| 2                                    | Billie Holiday                                                 | "Trav'lin All Alone"                                 | Vlag van Verenigde Staten            |
| 3                                    | Ivie Anderson & Duke Ellington                                 | "It Don't Mean A Thing (If It Ain't Got That Swing)" | Vlag van Verenigde Staten            |
| 4                                    | Bessie Smith                                                   | "Nobody Knows You When You're Down And Out"          | Vlag van Verenigde Staten            |
| 5                                    | Michael A. Levine met poëzietekst en stem van Samantha Streets | "Best Friends"                                       | Vlag van Verenigde Staten            |

| Gebruikte nummers in deze aflevering | Gebruikte nummers in deze aflevering | Gebruikte nummers in deze aflevering | Gebruikte nummers in deze aflevering |
| №                                    | Artiest                              | Nummer                               | Land                                 |
| ------------------------------------ | ------------------------------------ | ------------------------------------ | ------------------------------------ |
| 1                                    | John Denver                          | "Sunshine On My Shoulders"           | Vlag van Verenigde Staten            |
| 2                                    | The Doors                            | "Riders On The Storm"                | Vlag van Verenigde Staten            |
| 3                                    | Jethro Tull                          | "Aqualung"                           | Vlag van Engeland                    |
| 4                                    | The Eagles                           | "Witchy Woman"                       | Vlag van Verenigde Staten            |
| 5                                    | America                              | "Sandman"                            | Vlag van Verenigde Staten            |
| 6                                    | Michael A. Levine                    | "Rush & George"                      | Vlag van Verenigde Staten            |
| 7                                    | The Who                              | "Behind Blue Eyes"                   | Vlag van Engeland                    |

## Seizoen 3: 2005-2006
| Gebruikte nummers in deze aflevering | Gebruikte nummers in deze aflevering | Gebruikte nummers in deze aflevering | Gebruikte nummers in deze aflevering |
| №                                    | Artiest                              | Nummer                               | Land                                 |
| ------------------------------------ | ------------------------------------ | ------------------------------------ | ------------------------------------ |
| 1                                    | Pet Shop Boys                        | "Always On My Mind"                  | Vlag van Engeland                    |
| 2                                    | The Church                           | "Under The Milky Way"                | Vlag van Australië                   |
| 3                                    | Garth                                | "Velvet And Veil"                    | Vlag van Verenigde Staten            |
| 4                                    | Depeche Mode                         | "Never Let Me Down Again"            | Vlag van Engeland                    |
| 5                                    | Howard Jones                         | "No One Is To Blame"                 | Vlag van Engeland                    |
| 6                                    | Orchestral Manoeuvres in the Dark    | "Secret"                             | Vlag van Engeland                    |
| 7                                    | Rick Astley                          | "Together Forever"                   | Vlag van Engeland                    |
| 8                                    | Peter Gabriel                        | "In Your Eyes"                       | Vlag van Engeland                    |

| Gebruikte nummers in deze aflevering | Gebruikte nummers in deze aflevering | Gebruikte nummers in deze aflevering | Gebruikte nummers in deze aflevering |
| №                                    | Artiest                              | Nummer                               | Land                                 |
| ------------------------------------ | ------------------------------------ | ------------------------------------ | ------------------------------------ |
| 1                                    | OutKast                              | "Hey Ya!"                            | Vlag van Verenigde Staten            |
| 2                                    | Bowling for Soup                     | "Almost"                             | Vlag van Verenigde Staten            |
| 3                                    | Avril Lavigne                        | "Sk8er Boi"                          | Vlag van Canada                      |
| 4                                    | PGM                                  | "Never Let Me Down Again"            | Vlag van Zweden                      |
| 5                                    | 3 Doors Down                         | "Here Without You"                   | Vlag van Verenigde Staten            |
| 6                                    | 5 Alarm Music                        | "All Flossed Out"                    | Vlag van Verenigde Staten            |
| 7                                    | Snow Patrol                          | "Run"                                | /                                    |
| 8                                    | PGM                                  | "Talk To You"                        | Vlag van Zweden                      |
| 9                                    | Sarah McLachlan                      | "Fallen"                             | Vlag van Canada                      |

| Gebruikte nummers in deze aflevering | Gebruikte nummers in deze aflevering | Gebruikte nummers in deze aflevering | Gebruikte nummers in deze aflevering |
| №                                    | Artiest                              | Nummer                               | Land                                 |
| ------------------------------------ | ------------------------------------ | ------------------------------------ | ------------------------------------ |
| 1                                    | John Carpenter                       | "Halloween Theme Song"               | Vlag van Verenigde Staten            |
| 2                                    | Tom Petty                            | "American Girl"                      | Vlag van Verenigde Staten            |
| 3                                    | Fleetwood Mac                        | "Go Your Own Way"                    | Vlag van Verenigde Staten            |
| 4                                    | Player                               | "Baby Come Back"                     | Vlag van Verenigde Staten            |
| 5                                    | David May                            | "I'll Let You Sleep"                 | Vlag van Verenigde Staten            |
| 6                                    | Garth                                | "Bitter Lies"                        | Vlag van Verenigde Staten            |
| 7                                    | Styx                                 | "Come Sail Away"                     | Vlag van Verenigde Staten            |
| 8                                    | Michael A. Levine                    | "Bad Night"                          | Vlag van Verenigde Staten            |
| 9                                    | Aerosmith                            | "Dream On"                           | Vlag van Verenigde Staten            |

| Gebruikte nummers in deze aflevering | Gebruikte nummers in deze aflevering | Gebruikte nummers in deze aflevering | Gebruikte nummers in deze aflevering |
| №                                    | Artiest                              | Nummer                               | Land                                 |
| ------------------------------------ | ------------------------------------ | ------------------------------------ | ------------------------------------ |
| 1                                    | Mabel Scott                          | "Baseball Boogie"                    | Vlag van Verenigde Staten            |
| 2                                    | Count Basie                          | "One O'Clock Jump"                   | Vlag van Verenigde Staten            |
| 3                                    | Louis Jordan                         | "Five Guys Named Moe"                | Vlag van Verenigde Staten            |
| 4                                    | Benny Goodman & Ella Fitzgerald      | "Gotta Be This Or That"              | Vlag van Verenigde Staten            |
| 5                                    | Johnny Mercer                        | "Candy"                              | Vlag van Verenigde Staten            |
| 6                                    | Doris Day                            | "Sentimental Journey"                | Vlag van Verenigde Staten            |

| Gebruikte nummers in deze aflevering (met verwijzingen naar One Flew Over the Cuckoo's Nest) | Gebruikte nummers in deze aflevering (met verwijzingen naar One Flew Over the Cuckoo's Nest) | Gebruikte nummers in deze aflevering (met verwijzingen naar One Flew Over the Cuckoo's Nest) | Gebruikte nummers in deze aflevering (met verwijzingen naar One Flew Over the Cuckoo's Nest) |
| №                                                                                            | Artiest                                                                                      | Nummer                                                                                       | Land                                                                                         |
| -------------------------------------------------------------------------------------------- | -------------------------------------------------------------------------------------------- | -------------------------------------------------------------------------------------------- | -------------------------------------------------------------------------------------------- |
| 1                                                                                            | The Crew Cuts                                                                                | "Sh-Boom"                                                                                    | Vlag van Canada                                                                              |
| 2                                                                                            | Thelonious Monk                                                                              | "Bags Groove"                                                                                | Vlag van Verenigde Staten                                                                    |
| 3                                                                                            | Charles Mingus                                                                               | "Haitian Fight Song"                                                                         | Vlag van Verenigde Staten                                                                    |
| 4                                                                                            | Elvis Presley                                                                                | "That's All Right"                                                                           | Vlag van Verenigde Staten                                                                    |
| 5                                                                                            | Abbey Lincoln                                                                                | "Let Up"                                                                                     | Vlag van Verenigde Staten                                                                    |
| 6                                                                                            | MasterSource Music Catalog                                                                   | "Midnight Serenade"                                                                          | Vlag van Verenigde Staten                                                                    |
| 7                                                                                            | Messy Music                                                                                  | "Sold Again"                                                                                 | Vlag van Engeland                                                                            |
| 8                                                                                            | Julie London                                                                                 | "Cry Me A River"                                                                             | Vlag van Verenigde Staten                                                                    |
| 9                                                                                            | The Platters                                                                                 | "Only You (And You Alone)"                                                                   | Vlag van Verenigde Staten                                                                    |

| Gebruikte nummers in deze aflevering (met als naam de verwijzing naar Saving Private Ryan) | Gebruikte nummers in deze aflevering (met als naam de verwijzing naar Saving Private Ryan) | Gebruikte nummers in deze aflevering (met als naam de verwijzing naar Saving Private Ryan) | Gebruikte nummers in deze aflevering (met als naam de verwijzing naar Saving Private Ryan) |
| №                                                                                          | Artiest                                                                                    | Nummer                                                                                     | Land                                                                                       |
| ------------------------------------------------------------------------------------------ | ------------------------------------------------------------------------------------------ | ------------------------------------------------------------------------------------------ | ------------------------------------------------------------------------------------------ |
| 1                                                                                          | 2Pac                                                                                       | "Changes"                                                                                  | Vlag van Verenigde Staten                                                                  |
| 2                                                                                          | Citizen Cope                                                                               | "Let The Drummer Kick It"                                                                  | Vlag van Verenigde Staten                                                                  |
| 3                                                                                          | Moby                                                                                       | "Why Does My Heart Feel So Bad?"                                                           | Vlag van Verenigde Staten                                                                  |
| 4                                                                                          | Norah Jones                                                                                | "The Long Day Is Over"                                                                     | Vlag van Verenigde Staten                                                                  |
| 5                                                                                          | Maxwell                                                                                    | "Get To Know Ya"                                                                           | Vlag van Verenigde Staten                                                                  |
| 6                                                                                          | Ozomatli                                                                                   | "Cumbia De Los Muertos"                                                                    | Vlag van Verenigde Staten                                                                  |
| 7                                                                                          | P.M. Dawn                                                                                  | "Faith In You"                                                                             | Vlag van Verenigde Staten                                                                  |

| Gebruikte nummers in deze aflevering (met een verwijzing naar Out Of Africa) | Gebruikte nummers in deze aflevering (met een verwijzing naar Out Of Africa) | Gebruikte nummers in deze aflevering (met een verwijzing naar Out Of Africa) | Gebruikte nummers in deze aflevering (met een verwijzing naar Out Of Africa) |
| №                                                                            | Artiest                                                                      | Nummer                                                                       | Land                                                                         |
| ---------------------------------------------------------------------------- | ---------------------------------------------------------------------------- | ---------------------------------------------------------------------------- | ---------------------------------------------------------------------------- |
| 1                                                                            | New Radicals                                                                 | "You Get What You Give"                                                      | Vlag van Verenigde Staten                                                    |
| 2                                                                            | Filter                                                                       | "Take A Picture"                                                             | Vlag van Verenigde Staten                                                    |
| 3                                                                            | Third Eye Blind                                                              | "Semi-Charmed Life"                                                          | Vlag van Verenigde Staten                                                    |
| 4                                                                            | Runaway Cab                                                                  | "Stick"                                                                      | Vlag van Verenigde Staten                                                    |
| 5                                                                            | Depeche Mode                                                                 | "It's No Good"                                                               | Vlag van Engeland                                                            |
| 6                                                                            | Garbage                                                                      | "Push It"                                                                    | /                                                                            |
| 7                                                                            | Sarah McLachlan                                                              | "Sweet Surrender"                                                            | Vlag van Canada                                                              |
| 8                                                                            | Aimee Mann                                                                   | "Save Me"                                                                    | Vlag van Verenigde Staten                                                    |

| Gebruikte nummers in deze aflevering | Gebruikte nummers in deze aflevering | Gebruikte nummers in deze aflevering | Gebruikte nummers in deze aflevering |
| №                                    | Artiest                              | Nummer                               | Land                                 |
| ------------------------------------ | ------------------------------------ | ------------------------------------ | ------------------------------------ |
| 1                                    | Elton John                           | "Rocket Man"                         | Vlag van Engeland                    |
| 2                                    | Bread                                | "Baby I'm-A Want You"                | Vlag van Verenigde Staten            |
| 3                                    | Jackson Browne                       | "Doctor My Eyes"                     | Vlag van Duitsland                   |
| 4                                    | Tommy James and the Shondells        | "Draggin' The Line"                  | Vlag van Verenigde Staten            |
| 5                                    | Leon Russell                         | "Stranger In A Strange Land"         | Vlag van Verenigde Staten            |
| 6                                    | MasterSource Music Catalog           | "Rock 'n Roll Star"                  | Vlag van Verenigde Staten            |
| 7                                    | Gordon Lightfoot                     | "If You Could Read My Mind"          | Vlag van Canada                      |

| Gebruikte nummers in deze aflevering | Gebruikte nummers in deze aflevering | Gebruikte nummers in deze aflevering           | Gebruikte nummers in deze aflevering |
| №                                    | Artiest                              | Nummer                                         | Land                                 |
| ------------------------------------ | ------------------------------------ | ---------------------------------------------- | ------------------------------------ |
| 1                                    | The Temptations                      | "My Girl"                                      | Vlag van Verenigde Staten            |
| 2                                    | Opus 1 Music Library                 | "Come With Me"                                 | Vlag van Verenigde Staten            |
| 3                                    | Four Tops                            | "I Can't Help Myself (Sugar Pie, Honey Bunch)" | Vlag van Verenigde Staten            |
| 4                                    | Marianne Faithfull                   | "As Tears Go By"                               | Vlag van Engeland                    |
| 5                                    | Opus 1 Music Library                 | "Where Was My Wedding Dress"                   | Vlag van Verenigde Staten            |
| 6                                    | The Shirelles                        | "Will You Love Me Tomorrow"                    | Vlag van Verenigde Staten            |
| 7                                    | The Byrds                            | "Mr. Tambourine Man"                           | Vlag van Verenigde Staten            |
| 8                                    | Donovan                              | "Catch The Wind"                               | Vlag van Schotland                   |

| Gebruikte nummers in deze aflevering | Gebruikte nummers in deze aflevering | Gebruikte nummers in deze aflevering | Gebruikte nummers in deze aflevering |
| №                                    | Artiest                              | Nummer                               | Land                                 |
| ------------------------------------ | ------------------------------------ | ------------------------------------ | ------------------------------------ |
| 1                                    | Steve Tyrell                         | "Santa Claus Is Coming To Town"      | Vlag van Verenigde Staten            |
| 2                                    | 3 Doors Down                         | "Be Like That"                       | Vlag van Verenigde Staten            |
| 3                                    | Vonda Shepard                        | "Silver Bells"                       | Vlag van Verenigde Staten            |
| 4                                    | Azucar MC                            | "La Calle"                           | Vlag van Verenigde Staten            |
| 5                                    | Don Omar                             | "Reggaeton Latino"                   | Vlag van Puerto Rico                 |
| 6                                    | B.B. King                            | "Please Come Home For Christmas"     | Vlag van Verenigde Staten            |
| 7                                    | Natalie Merchant                     | "Life Is Sweet"                      | Vlag van Verenigde Staten            |
| 8                                    | The Calling                          | "Wherever You Will Go"               | Vlag van Verenigde Staten            |

| Gebruikte nummers in deze aflevering (waar het verhaal van deze aflevering omheen is geschreven) | Gebruikte nummers in deze aflevering (waar het verhaal van deze aflevering omheen is geschreven) | Gebruikte nummers in deze aflevering (waar het verhaal van deze aflevering omheen is geschreven) | Gebruikte nummers in deze aflevering (waar het verhaal van deze aflevering omheen is geschreven) |
| №                                                                                                | Artiest                                                                                          | Nummer                                                                                           | Land                                                                                             |
| ------------------------------------------------------------------------------------------------ | ------------------------------------------------------------------------------------------------ | ------------------------------------------------------------------------------------------------ | ------------------------------------------------------------------------------------------------ |
| 1                                                                                                | Bruce Springsteen                                                                                | "No Surrender"                                                                                   | Vlag van Verenigde Staten                                                                        |
| 2                                                                                                | Bruce Springsteen                                                                                | "Bobby Jean"                                                                                     | Vlag van Verenigde Staten                                                                        |
| 3                                                                                                | Bruce Springsteen                                                                                | "Brilliant Disguise"                                                                             | Vlag van Verenigde Staten                                                                        |
| 4                                                                                                | Bruce Springsteen                                                                                | "Glory Days"                                                                                     | Vlag van Verenigde Staten                                                                        |
| 5                                                                                                | Bruce Springsteen                                                                                | "I'm On Fire"                                                                                    | Vlag van Verenigde Staten                                                                        |
| 6                                                                                                | Bruce Springsteen                                                                                | "Drive All Night"                                                                                | Vlag van Verenigde Staten                                                                        |
| 7                                                                                                | Bruce Springsteen                                                                                | "Stolen Car"                                                                                     | Vlag van Verenigde Staten                                                                        |
| 8                                                                                                | Bruce Springsteen                                                                                | "Atlantic City"                                                                                  | Vlag van Verenigde Staten                                                                        |
| 9                                                                                                | Bruce Springsteen                                                                                | "One Step Up"                                                                                    | Vlag van Verenigde Staten                                                                        |

| Gebruikte nummers in deze aflevering (met verwijzingen naar Kurt Cobain en The Breakfast Club) | Gebruikte nummers in deze aflevering (met verwijzingen naar Kurt Cobain en The Breakfast Club) | Gebruikte nummers in deze aflevering (met verwijzingen naar Kurt Cobain en The Breakfast Club) | Gebruikte nummers in deze aflevering (met verwijzingen naar Kurt Cobain en The Breakfast Club) |
| №                                                                                              | Artiest                                                                                        | Nummer                                                                                         | Land                                                                                           |
| ---------------------------------------------------------------------------------------------- | ---------------------------------------------------------------------------------------------- | ---------------------------------------------------------------------------------------------- | ---------------------------------------------------------------------------------------------- |
| 1                                                                                              | The Offspring                                                                                  | "Come Out And Play"                                                                            | Vlag van Verenigde Staten                                                                      |
| 2                                                                                              | 8mm                                                                                            | "Opener"                                                                                       | Vlag van Verenigde Staten                                                                      |
| 3                                                                                              | Stone Temple Pilots                                                                            | "Vasoline"                                                                                     | Vlag van Verenigde Staten                                                                      |
| 4                                                                                              | A.M. Vibe                                                                                      | "Tantrum"                                                                                      | Vlag van Verenigde Staten                                                                      |
| 5                                                                                              | Alice in Chains                                                                                | "No Excuses"                                                                                   | Vlag van Verenigde Staten                                                                      |
| 6                                                                                              | The Counting Crows                                                                             | "Anna Begins"                                                                                  | Vlag van Verenigde Staten                                                                      |
| 7                                                                                              | The Smashing Pumpkins                                                                          | "Today"                                                                                        | Vlag van Verenigde Staten                                                                      |
| 8                                                                                              | The Smashing Pumpkins                                                                          | "Landslide"                                                                                    | Vlag van Verenigde Staten                                                                      |

| Gebruikte nummers in deze aflevering | Gebruikte nummers in deze aflevering | Gebruikte nummers in deze aflevering | Gebruikte nummers in deze aflevering |
| №                                    | Artiest                              | Nummer                               | Land                                 |
| ------------------------------------ | ------------------------------------ | ------------------------------------ | ------------------------------------ |
| 1                                    | B.J. Thomas                          | "Hooked On A Feeling"                | Vlag van Verenigde Staten            |
| 2                                    | The Monkees                          | "Daydream Believer"                  | Vlag van Verenigde Staten            |
| 3                                    | Melanie                              | "Beautiful People"                   | Vlag van Verenigde Staten            |
| 4                                    | The Rascals                          | "A Beautiful Morning"                | Vlag van Verenigde Staten            |
| 5                                    | Pjotr Iljitsj Tsjaikovski            | "Sleeping Beauty"                    | Vlag van Rusland                     |
| 6                                    | 5 Alarm Music Library                | "Air On The G String"                | Vlag van Verenigde Staten            |
| 7                                    | Master Source Music Catalog          | "Danny's Waltz"                      | Vlag van Verenigde Staten            |
| 8                                    | Steppenwolf                          | "Magic Carpet Ride"                  | Vlag van Verenigde Staten            |
| 9                                    | Henry Mancini                        | "Moon River"                         | Vlag van Verenigde Staten            |

| Gebruikte nummers in deze aflevering (met verwijzingen naar Dog Day Afternoon) | Gebruikte nummers in deze aflevering (met verwijzingen naar Dog Day Afternoon) | Gebruikte nummers in deze aflevering (met verwijzingen naar Dog Day Afternoon) | Gebruikte nummers in deze aflevering (met verwijzingen naar Dog Day Afternoon) |
| №                                                                              | Artiest                                                                        | Nummer                                                                         | Land                                                                           |
| ------------------------------------------------------------------------------ | ------------------------------------------------------------------------------ | ------------------------------------------------------------------------------ | ------------------------------------------------------------------------------ |
| 1                                                                              | Chris Isaak                                                                    | "Baby Did A Bad Bad Thing"                                                     | Vlag van Verenigde Staten                                                      |
| 2                                                                              | Dixie Chicks                                                                   | "Cowboy Take Me Away"                                                          | Vlag van Verenigde Staten                                                      |
| 3                                                                              | Jo Linder                                                                      | "Nothing But Your Lovin' Will Do"                                              | Vlag van Verenigde Staten                                                      |
| 4                                                                              | Train                                                                          | "Meet Virginia"                                                                | Vlag van Verenigde Staten                                                      |
| 5                                                                              | Everclear                                                                      | "Wonderful"                                                                    | Vlag van Verenigde Staten                                                      |
| 6                                                                              | Faith Hill                                                                     | "Breathe"                                                                      | Vlag van Verenigde Staten                                                      |
| 7                                                                              | Tim McGraw                                                                     | "All We Ever Find"                                                             | Vlag van Verenigde Staten                                                      |
| 8                                                                              | Lee Ann Womack                                                                 | "I Hope You Dance"                                                             | Vlag van Verenigde Staten                                                      |

| Gebruikte nummers in deze aflevering | Gebruikte nummers in deze aflevering | Gebruikte nummers in deze aflevering | Gebruikte nummers in deze aflevering |
| №                                    | Artiest                              | Nummer                               | Land                                 |
| ------------------------------------ | ------------------------------------ | ------------------------------------ | ------------------------------------ |
| 1                                    | Massive Attack                       | "Teardrop"                           | Vlag van Engeland                    |
| 2                                    | Hooverphonic                         | "Mad About You"                      | Vlag van België                      |
| 3                                    | Control Machete                      | "Grin-Gosano"                        | Vlag van Mexico                      |
| 4                                    | Morcheeba                            | "Let Me See"                         | Vlag van Engeland                    |
| 5                                    | Control Machete                      | "¿Comprendes Mendes?"                | Vlag van Mexico                      |
| 6                                    | Mono                                 | "Life In Mono"                       | Vlag van Engeland                    |
| 7                                    | Enigma                               | "Return To Innocence"                | Vlag van Duitsland                   |

| Gebruikte nummers in deze aflevering | Gebruikte nummers in deze aflevering | Gebruikte nummers in deze aflevering | Gebruikte nummers in deze aflevering |
| №                                    | Artiest                              | Nummer                               | Land                                 |
| ------------------------------------ | ------------------------------------ | ------------------------------------ | ------------------------------------ |
| 1                                    | Supertramp                           | "Take The Long Way Home"             | Vlag van Engeland                    |
| 2                                    | Blondie                              | "Atomic"                             | Vlag van Verenigde Staten            |
| 3                                    | Leah Siegel                          | "Black Tile Room"                    | Vlag van Verenigde Staten            |
| 4                                    | Steve Miller Band                    | "Winter Time"                        | Vlag van Verenigde Staten            |
| 5                                    | Depeche Mode                         | "Precious"                           | Vlag van Engeland                    |
| 6                                    | Messy Music                          | "Long Cold Silence"                  | Vlag van Engeland                    |
| 7                                    | Okkervil River                       | "Black Sheep Boy #4"                 | Vlag van Verenigde Staten            |
| 8                                    | Lifehouse                            | "You And Me"                         | Vlag van Verenigde Staten            |

| Gebruikte nummers in deze aflevering (met verwijzingen naar Billie Jean King en Bobby Riggs) | Gebruikte nummers in deze aflevering (met verwijzingen naar Billie Jean King en Bobby Riggs) | Gebruikte nummers in deze aflevering (met verwijzingen naar Billie Jean King en Bobby Riggs) | Gebruikte nummers in deze aflevering (met verwijzingen naar Billie Jean King en Bobby Riggs) |
| №                                                                                            | Artiest                                                                                      | Nummer                                                                                       | Land                                                                                         |
| -------------------------------------------------------------------------------------------- | -------------------------------------------------------------------------------------------- | -------------------------------------------------------------------------------------------- | -------------------------------------------------------------------------------------------- |
| 1                                                                                            | Helen Reddy                                                                                  | "I Am Woman"                                                                                 | Vlag van Australië                                                                           |
| 2                                                                                            | Carole King                                                                                  | "I Feel The Earth Move"                                                                      | Vlag van Verenigde Staten                                                                    |
| 3                                                                                            | Carly Simon                                                                                  | "You're So Vain"                                                                             | Vlag van Verenigde Staten                                                                    |
| 4                                                                                            | Carole King                                                                                  | "Believe in Humanity"                                                                        | Vlag van Verenigde Staten                                                                    |
| 5                                                                                            | The Five Stairsteps                                                                          | "O-o-h Child"                                                                                | Vlag van Verenigde Staten                                                                    |
| 6                                                                                            | King Harvest                                                                                 | "Dancing In The Moonlight"                                                                   | /                                                                                            |
| 7                                                                                            | America                                                                                      | "Lonely People"                                                                              | Vlag van Verenigde Staten                                                                    |
| 8                                                                                            | Elton John                                                                                   | "Your Song"                                                                                  | Vlag van Engeland                                                                            |

| Gebruikte nummers in deze aflevering (uit de musical Cabaret, vertolkt door de acteurs uit deze aflevering) | Gebruikte nummers in deze aflevering (uit de musical Cabaret, vertolkt door de acteurs uit deze aflevering) | Gebruikte nummers in deze aflevering (uit de musical Cabaret, vertolkt door de acteurs uit deze aflevering) | Gebruikte nummers in deze aflevering (uit de musical Cabaret, vertolkt door de acteurs uit deze aflevering) |
| № | Artiest | Nummer | Land |
| --- | --- | --- | --- |
| 1 | Afwisselend Dwayne L. Barnes, Laura Bell Bundy & Adam Pascal                                                | "Willkommen"                                                                                                | Vlag van Verenigde Staten                                                                                   |
| 2 | Afwisselend Dwayne L. Barnes, Laura Bell Bundy & Adam Pascal                                                | "Entr'acte"                                                                                                 | Vlag van Verenigde Staten                                                                                   |
| 3 | Afwisselend Dwayne L. Barnes, Laura Bell Bundy & Adam Pascal                                                | "Don't Tell Mama"                                                                                           | Vlag van Verenigde Staten                                                                                   |
| 4 | Afwisselend Dwayne L. Barnes, Laura Bell Bundy & Adam Pascal                                                | "Perfectly Marvelous"                                                                                       | Vlag van Verenigde Staten                                                                                   |
| 5 | Afwisselend Dwayne L. Barnes, Laura Bell Bundy & Adam Pascal                                                | "Maybe This Time"                                                                                           | Vlag van Verenigde Staten                                                                                   |
| 6 | Afwisselend Dwayne L. Barnes, Laura Bell Bundy & Adam Pascal                                                | "Married"                                                                                                   | Vlag van Verenigde Staten                                                                                   |
| 7 | Afwisselend Dwayne L. Barnes, Laura Bell Bundy & Adam Pascal                                                | "If You Could See Her"                                                                                      | Vlag van Verenigde Staten                                                                                   |
| 8 | Afwisselend Dwayne L. Barnes, Laura Bell Bundy & Adam Pascal                                                | "Tomorrow Belongs To Me"                                                                                    | Vlag van Verenigde Staten                                                                                   |
| 9 | Natasha Richardson                                                                                          | "Maybe This Time"                                                                                           | / |
| 10 | Natasha Richardson                                                                                          | "Cabaret"                                                                                                   | / |

| Gebruikte nummers in deze aflevering (met verwijzingen naar de beurskrach en The Great Gatsby) | Gebruikte nummers in deze aflevering (met verwijzingen naar de beurskrach en The Great Gatsby) | Gebruikte nummers in deze aflevering (met verwijzingen naar de beurskrach en The Great Gatsby) | Gebruikte nummers in deze aflevering (met verwijzingen naar de beurskrach en The Great Gatsby) |
| №                                                                                              | Artiest                                                                                        | Nummer                                                                                         | Land                                                                                           |
| ---------------------------------------------------------------------------------------------- | ---------------------------------------------------------------------------------------------- | ---------------------------------------------------------------------------------------------- | ---------------------------------------------------------------------------------------------- |
| 1                                                                                              | Paul Whiteman & His Orchestra                                                                  | "Charleston"                                                                                   | Vlag van Verenigde Staten                                                                      |
| 2                                                                                              | Louis Armstrong & His Hot Five                                                                 | "Heebie Jeebies"                                                                               | Vlag van Verenigde Staten                                                                      |
| 3                                                                                              | Associated Production Music                                                                    | "The Jazz Age/Down In Harlem"                                                                  | Vlag van Verenigde Staten                                                                      |
| 4                                                                                              | Michael A. Levine, vertolkt door Allison Miller                                                | "One Dress Left"                                                                               | Vlag van Verenigde Staten                                                                      |
| 5                                                                                              | Associated Production Music                                                                    | "After You've Gone"                                                                            | Vlag van Verenigde Staten                                                                      |
| 6                                                                                              | Michael A. Levine, vertolkt door Shelley Robertson & Allison Miller                            | "300 Flowers"                                                                                  | Vlag van Verenigde Staten                                                                      |
| 7                                                                                              | Fanny Brice                                                                                    | "Second Hand Rose"                                                                             | Vlag van Verenigde Staten                                                                      |
| 8                                                                                              | Ida Cox                                                                                        | "You Stole My Man"                                                                             | Vlag van Verenigde Staten                                                                      |
| 9                                                                                              | Ethel Waters                                                                                   | "True Blue Lou"                                                                                | Vlag van Verenigde Staten                                                                      |
| 10                                                                                             | Michael A. Levine, vertolkt door Allison Miller                                                | "300 Flowers"                                                                                  | Vlag van Verenigde Staten                                                                      |

| Gebruikte nummers in deze aflevering | Gebruikte nummers in deze aflevering | Gebruikte nummers in deze aflevering | Gebruikte nummers in deze aflevering |
| №                                    | Artiest                              | Nummer                               | Land                                 |
| ------------------------------------ | ------------------------------------ | ------------------------------------ | ------------------------------------ |
| 1                                    | Collective Soul                      | "Shine"                              | Vlag van Verenigde Staten            |
| 2                                    | G. Love & Special Sauce              | "This Ain't Living"                  | Vlag van Verenigde Staten            |
| 3                                    | Duran Duran                          | "Come Undone"                        | Vlag van Engeland                    |
| 4                                    | Dionne Farris                        | "I Know"                             | Vlag van Verenigde Staten            |
| 5                                    | Crash Test Dummies                   | "Mmm Mmm Mmm Mmm"                    | Vlag van Canada                      |
| 6                                    | Dave Matthews Band                   | "Satellite"                          | Vlag van Verenigde Staten            |
| 7                                    | John Cale                            | "Hallelujah"                         | Vlag van Wales                       |

| Gebruikte nummers in deze aflevering (met een verwijzingen naar V-J Day in Times Square, Elfriede Huth en Swalmen) | Gebruikte nummers in deze aflevering (met een verwijzingen naar V-J Day in Times Square, Elfriede Huth en Swalmen) | Gebruikte nummers in deze aflevering (met een verwijzingen naar V-J Day in Times Square, Elfriede Huth en Swalmen) | Gebruikte nummers in deze aflevering (met een verwijzingen naar V-J Day in Times Square, Elfriede Huth en Swalmen) |
| № | Artiest | Nummer | Land |
| --- | --- | --- | --- |
| 1 | Les Brown & His Orchestra                                                                                          | "Leap Frog" | Vlag van Verenigde Staten                                                                                          |
| 2 | Johnny Mercer & The Pied Pipers                                                                                    | "Ac-Cent-Tchu-Ate The Positive"                                                                                    | Vlag van Verenigde Staten                                                                                          |
| 3 | Tommy Dorsey | "Opus One" | Vlag van Verenigde Staten                                                                                          |
| 4 | Peggy Lee | "I Don't Know Enough About You"                                                                                    | Vlag van Verenigde Staten                                                                                          |
| 5 | The Mills Brothers                                                                                                 | "You Always Hurt The One You Love"                                                                                 | Vlag van Verenigde Staten                                                                                          |
| 6 | Jo Stafford | "It Could Happen To You"                                                                                           | Vlag van Verenigde Staten                                                                                          |

| Gebruikte nummers in deze aflevering | Gebruikte nummers in deze aflevering | Gebruikte nummers in deze aflevering | Gebruikte nummers in deze aflevering |
| №                                    | Artiest                              | Nummer                               | Land                                 |
| ------------------------------------ | ------------------------------------ | ------------------------------------ | ------------------------------------ |
| 1                                    | Bonnie Tyler                         | "Holding Out For A Hero"             | Vlag van Wales                       |
| 2                                    | Eddie Money                          | "Think I'm In Love"                  | Vlag van Verenigde Staten            |
| 3                                    | Billy Idol                           | "Rebel Yell"                         | Vlag van Engeland                    |
| 4                                    | The Cars                             | "Drive"                              | Vlag van Verenigde Staten            |
| 5                                    | Depeche Mode                         | "Blasphemous Rumours"                | Vlag van Engeland                    |
| 6                                    | Peter Gabriel                        | "Mercy Street"                       | Vlag van Engeland                    |
| 7                                    | Asia                                 | "Only Time Will Tell"                | Vlag van Engeland                    |

| Gebruikte nummers in deze aflevering (met verwijzingen naar Laura) | Gebruikte nummers in deze aflevering (met verwijzingen naar Laura) | Gebruikte nummers in deze aflevering (met verwijzingen naar Laura) | Gebruikte nummers in deze aflevering (met verwijzingen naar Laura) |
| №                                                                  | Artiest                                                            | Nummer                                                             | Land                                                               |
| ------------------------------------------------------------------ | ------------------------------------------------------------------ | ------------------------------------------------------------------ | ------------------------------------------------------------------ |
| 1                                                                  | Modest Mouse                                                       | "Float On"                                                         | Vlag van Verenigde Staten                                          |
| 2                                                                  | Editors                                                            | "Munich"                                                           | Vlag van Engeland                                                  |
| 3                                                                  | Keane                                                              | "Somewhere Only We Know"                                           | Vlag van Engeland                                                  |
| 4                                                                  | Unwritten Law                                                      | "Save Me"                                                          | Vlag van Verenigde Staten                                          |
| 5                                                                  | Cactus Groove                                                      | "Fallin'"                                                          | Vlag van Verenigde Staten                                          |
| 6                                                                  | Hoobastank                                                         | "The Reason"                                                       | Vlag van Verenigde Staten                                          |
| 7                                                                  | Caesars                                                            | "Jerk It Out"                                                      | Vlag van Zweden                                                    |
| 8                                                                  | Howie Day                                                          | "Collide"                                                          | Vlag van Verenigde Staten                                          |

## Seizoen 4: 2006-2007
| Gebruikte nummers in deze aflevering (met verwijzingen naar Columbine High School) | Gebruikte nummers in deze aflevering (met verwijzingen naar Columbine High School) | Gebruikte nummers in deze aflevering (met verwijzingen naar Columbine High School) | Gebruikte nummers in deze aflevering (met verwijzingen naar Columbine High School) |
| №                                                                                  | Artiest                                                                            | Nummer                                                                             | Land                                                                               |
| ---------------------------------------------------------------------------------- | ---------------------------------------------------------------------------------- | ---------------------------------------------------------------------------------- | ---------------------------------------------------------------------------------- |
| 1                                                                                  | Pailhead (Al Jourgensen & Ian MacKaye)                                             | "I Will Refuse"                                                                    | /                                                                                  |
| 2                                                                                  | The Smashing Pumpkins                                                              | "Bullet With Butterfly Wings"                                                      | Vlag van Verenigde Staten                                                          |
| 3                                                                                  | Edwyn Collins                                                                      | "A Girl Like You"                                                                  | Vlag van Schotland                                                                 |
| 4                                                                                  | Filter                                                                             | "Hey Man, Nice Shot"                                                               | Vlag van Verenigde Staten                                                          |
| 5                                                                                  | Bush                                                                               | "Glycerine"                                                                        | Vlag van Engeland                                                                  |
| 6                                                                                  | Joan Osborne                                                                       | "One Of Us"                                                                        | Vlag van Verenigde Staten                                                          |

| Gebruikte nummers in deze aflevering | Gebruikte nummers in deze aflevering | Gebruikte nummers in deze aflevering | Gebruikte nummers in deze aflevering |
| №                                    | Artiest                              | Nummer                               | Land                                 |
| ------------------------------------ | ------------------------------------ | ------------------------------------ | ------------------------------------ |
| 1                                    | Vanessa Carlton                      | "White Houses"                       | Vlag van Verenigde Staten            |
| 2                                    | Dido                                 | "White Flag"                         | Vlag van Engeland                    |
| 3                                    | Snow Patrol                          | "Chocolate"                          | /                                    |
| 4                                    | Citizen Cope                         | "Bullet And A Target"                | Vlag van Verenigde Staten            |
| 5                                    | Nyles Lannon                         | "Turn Time Around"                   | Vlag van Verenigde Staten            |
| 6                                    | Snow Patrol                          | "Grazed Knees"                       | /                                    |
| 7                                    | Oasis                                | "Little By Little"                   | Vlag van Engeland                    |

| Gebruikte nummers in deze aflevering | Gebruikte nummers in deze aflevering | Gebruikte nummers in deze aflevering | Gebruikte nummers in deze aflevering |
| №                                    | Artiest                              | Nummer                               | Land                                 |
| ------------------------------------ | ------------------------------------ | ------------------------------------ | ------------------------------------ |
| 1                                    | Big Bill Broonzy                     | "Sixteen Tons"                       | Vlag van Verenigde Staten            |
| 2                                    | Son House                            | "John The Revelator"                 | Vlag van Verenigde Staten            |
| 3                                    | Hank Williams sr.                    | "Move It On Over"                    | Vlag van Verenigde Staten            |
| 4                                    | Louis Jordan                         | "Buzz Me"                            | Vlag van Verenigde Staten            |
| 5                                    | Louis Armstrong                      | "That Lucky Old Sun"                 | Vlag van Verenigde Staten            |
| 6                                    | Louis Armstrong                      | "I Wonder"                           | Vlag van Verenigde Staten            |

| Gebruikte nummers in deze aflevering | Gebruikte nummers in deze aflevering | Gebruikte nummers in deze aflevering | Gebruikte nummers in deze aflevering |
| №                                    | Artiest                              | Nummer                               | Land                                 |
| ------------------------------------ | ------------------------------------ | ------------------------------------ | ------------------------------------ |
| 1                                    | Jackson Browne                       | "Somebody's Baby"                    | Vlag van Duitsland                   |
| 2                                    | The Manhattans                       | "Shining Star"                       | Vlag van Verenigde Staten            |
| 3                                    | Joshua Tyler                         | "All Night"                          | Vlag van Verenigde Staten            |
| 4                                    | Quarterflash                         | "Harden My Heart"                    | Vlag van Verenigde Staten            |
| 5                                    | The Motels                           | "Only The Lonely"                    | Vlag van Verenigde Staten            |
| 6                                    | Phil Collins                         | "In The Air Tonight"                 | Vlag van Engeland                    |
| 7                                    | Michael A. Levine                    | "Baby Blues"                         | Vlag van Verenigde Staten            |
| 8                                    | Journey                              | "Open Arms"                          | Vlag van Verenigde Staten            |

| Gebruikte nummers in deze aflevering | Gebruikte nummers in deze aflevering | Gebruikte nummers in deze aflevering | Gebruikte nummers in deze aflevering |
| №                                    | Artiest                              | Nummer                               | Land                                 |
| ------------------------------------ | ------------------------------------ | ------------------------------------ | ------------------------------------ |
| 1                                    | Train                                | "Calling All Angels"                 | Vlag van Verenigde Staten            |
| 2                                    | Michael A. Levine                    | "Saving Sammy"                       | Vlag van Verenigde Staten            |
| 3                                    | Puddle of Mudd                       | "Blurry"                             | Vlag van Verenigde Staten            |
| 4                                    | Nickelback                           | "Someday"                            | Vlag van Canada                      |
| 5                                    | Feeder                               | "Love Pollution"                     | Vlag van Wales                       |
| 6                                    | Ryan Adams                           | "Wonderwall"                         | Vlag van Verenigde Staten            |
| 7                                    | Coldplay                             | "In My Place"                        | Vlag van Engeland                    |

| Gebruikte nummers in deze aflevering (met het speciaal voor deze aflevering geproduceerde "Scarlet Rose") | Gebruikte nummers in deze aflevering (met het speciaal voor deze aflevering geproduceerde "Scarlet Rose") | Gebruikte nummers in deze aflevering (met het speciaal voor deze aflevering geproduceerde "Scarlet Rose") | Gebruikte nummers in deze aflevering (met het speciaal voor deze aflevering geproduceerde "Scarlet Rose") |
| № | Artiest                                                                                                   | Nummer | Land |
| --- | --- | --- | --- |
| 1 | Gene Vincent & The Blue Caps                                                                              | "Say Mama"                                                                                                | Vlag van Verenigde Staten                                                                                 |
| 2 | Danny & The Juniors                                                                                       | "Dottie"                                                                                                  | Vlag van Verenigde Staten                                                                                 |
| 3 | Jimmy Cavallo & His House Rockers                                                                         | "Rock, Rock, Rock"                                                                                        | Vlag van Verenigde Staten                                                                                 |
| 4 | Gene Vincent & The Blue Caps                                                                              | "Be-Bop-a-Lula"                                                                                           | Vlag van Verenigde Staten                                                                                 |
| 5 | Little Richard                                                                                            | "Ready Teddy"                                                                                             | Vlag van Verenigde Staten                                                                                 |
| 6 | The Everly Brothers                                                                                       | "Problems"                                                                                                | Vlag van Verenigde Staten                                                                                 |
| 7 | Keith "Soul" Simmons                                                                                      | "Oh Carolina"                                                                                             | Vlag van Verenigde Staten                                                                                 |
| 8 | Alexa Khan, geproduceerd door Gary Haase                                                                  | "Scarlet Rose"                                                                                            | Vlag van Verenigde Staten                                                                                 |

| Gebruikte nummers in deze aflevering (met verwijzingen naar The Ice Storm) | Gebruikte nummers in deze aflevering (met verwijzingen naar The Ice Storm) | Gebruikte nummers in deze aflevering (met verwijzingen naar The Ice Storm) | Gebruikte nummers in deze aflevering (met verwijzingen naar The Ice Storm) |
| №                                                                          | Artiest                                                                    | Nummer                                                                     | Land                                                                       |
| -------------------------------------------------------------------------- | -------------------------------------------------------------------------- | -------------------------------------------------------------------------- | -------------------------------------------------------------------------- |
| 1                                                                          | The Emotions                                                               | "Best Of My Love"                                                          | Vlag van Verenigde Staten                                                  |
| 2                                                                          | Dr. Hook                                                                   | "Sharing The Night Together"                                               | Vlag van Verenigde Staten                                                  |
| 3                                                                          | Styx                                                                       | "Babe"                                                                     | Vlag van Verenigde Staten                                                  |
| 4                                                                          | David Naughton                                                             | "Makin' It"                                                                | Vlag van Verenigde Staten                                                  |
| 5                                                                          | Leo Sayer                                                                  | "When I Need You"                                                          | Vlag van Engeland                                                          |
| 6                                                                          | Anne Murray                                                                | "Broken Hearted Me"                                                        | Vlag van Canada                                                            |

| Gebruikte nummers in deze aflevering | Gebruikte nummers in deze aflevering | Gebruikte nummers in deze aflevering      | Gebruikte nummers in deze aflevering |
| №                                    | Artiest                              | Nummer                                    | Land                                 |
| ------------------------------------ | ------------------------------------ | ----------------------------------------- | ------------------------------------ |
| 1                                    | America                              | "Tin Man"                                 | Vlag van Verenigde Staten            |
| 2                                    | Stevie Wonder                        | "Living For The City"                     | Vlag van Verenigde Staten            |
| 3                                    | The O'Jays                           | "Love Train"                              | Vlag van Verenigde Staten            |
| 4                                    | The Snaptones                        | "Up Down Back Around"                     | Vlag van Verenigde Staten            |
| 5                                    | Gladys Knight                        | "The Best Thing That Ever Happened To Me" | Vlag van Verenigde Staten            |
| 6                                    | Earth, Wind & Fire                   | "That's The Way Of The World"             | Vlag van Verenigde Staten            |
| 7                                    | Michael A. Levine                    | "Fireflies"                               | Vlag van Verenigde Staten            |
| 8                                    | Fleetwood Mac                        | "Landslide"                               | Vlag van Engeland                    |

| Gebruikte nummers in deze aflevering | Gebruikte nummers in deze aflevering | Gebruikte nummers in deze aflevering | Gebruikte nummers in deze aflevering |
| №                                    | Artiest                              | Nummer                               | Land                                 |
| ------------------------------------ | ------------------------------------ | ------------------------------------ | ------------------------------------ |
| 1                                    | Roxette                              | "The Look"                           | Vlag van Zweden                      |
| 2                                    | Taylor Dayne                         | "I'll Always Love You"               | Vlag van Verenigde Staten            |
| 3                                    | Eric Carmen                          | "Hungry Eyes"                        | Vlag van Verenigde Staten            |
| 4                                    | Cutting Crew                         | "(I Just) Died In Your Arms"         | Vlag van Engeland                    |
| 5                                    | The B-52's                           | "Love Shack"                         | Vlag van Verenigde Staten            |
| 6                                    | Heart                                | "Alone"                              | Vlag van Verenigde Staten            |

| Gebruikte nummers in deze aflevering (met verwijzingen naar Brokeback Mountain) | Gebruikte nummers in deze aflevering (met verwijzingen naar Brokeback Mountain) | Gebruikte nummers in deze aflevering (met verwijzingen naar Brokeback Mountain) | Gebruikte nummers in deze aflevering (met verwijzingen naar Brokeback Mountain) |
| №                                                                               | Artiest                                                                         | Nummer                                                                          | Land                                                                            |
| ------------------------------------------------------------------------------- | ------------------------------------------------------------------------------- | ------------------------------------------------------------------------------- | ------------------------------------------------------------------------------- |
| 1                                                                               | The Monkees                                                                     | "Daydream Believer"                                                             | Vlag van Verenigde Staten                                                       |
| 2                                                                               | The Doors                                                                       | "Love Me Two Times"                                                             | Vlag van Verenigde Staten                                                       |
| 3                                                                               | Status Quo                                                                      | "Pictures Of Matchstick Men"                                                    | Vlag van Engeland                                                               |
| 4                                                                               | Clarence Carter                                                                 | "Slip Away"                                                                     | Vlag van Verenigde Staten                                                       |
| 5                                                                               | Cream                                                                           | "White Room"                                                                    | Vlag van Engeland                                                               |
| 6                                                                               | Michael A. Levine                                                               | "Forever Blue"                                                                  | Vlag van Verenigde Staten                                                       |
| 7                                                                               | The Byrds                                                                       | "My Back Pages"                                                                 | Vlag van Verenigde Staten                                                       |

| Gebruikte nummers in deze aflevering | Gebruikte nummers in deze aflevering | Gebruikte nummers in deze aflevering | Gebruikte nummers in deze aflevering |
| №                                    | Artiest                              | Nummer                               | Land                                 |
| ------------------------------------ | ------------------------------------ | ------------------------------------ | ------------------------------------ |
| 1                                    | Tim McGraw                           | "Just To See You Smile"              | Vlag van Verenigde Staten            |
| 2                                    | Tim McGraw                           | "Something Like That"                | Vlag van Verenigde Staten            |
| 3                                    | Tim McGraw                           | "All I Want Is A Life"               | Vlag van Verenigde Staten            |
| 4                                    | Larry Bagby                          | "Counting My Lucky Stars"            | Vlag van Verenigde Staten            |
| 5                                    | Tim McGraw                           | "I Do But Don't"                     | Vlag van Verenigde Staten            |
| 6                                    | Tim McGraw                           | "For A Little While"                 | Vlag van Verenigde Staten            |
| 7                                    | Tim McGraw                           | "The Cowboy In Me"                   | Vlag van Verenigde Staten            |
| 8                                    | Tim McGraw                           | "Drugs Or Jesus"                     | Vlag van Verenigde Staten            |
| 9                                    | Tim McGraw                           | "I Got Friends That Do"              | Vlag van Verenigde Staten            |

| Gebruikte nummers in deze aflevering (met verwijzingen naar Fight Club) | Gebruikte nummers in deze aflevering (met verwijzingen naar Fight Club) | Gebruikte nummers in deze aflevering (met verwijzingen naar Fight Club) | Gebruikte nummers in deze aflevering (met verwijzingen naar Fight Club) |
| №                                                                       | Artiest                                                                 | Nummer                                                                  | Land                                                                    |
| ----------------------------------------------------------------------- | ----------------------------------------------------------------------- | ----------------------------------------------------------------------- | ----------------------------------------------------------------------- |
| 1                                                                       | Gavin DeGraw                                                            | "Chariot"                                                               | Vlag van Verenigde Staten                                               |
| 2                                                                       | Weezer                                                                  | "Beverly Hills"                                                         | Vlag van Verenigde Staten                                               |
| 3                                                                       | Drive-By Argument                                                       | "Sex Lines Are Expensive Comedy"                                        | Vlag van Schotland                                                      |
| 4                                                                       | The Postal Service                                                      | "Such Great Heights"                                                    | Vlag van Verenigde Staten                                               |
| 5                                                                       | Bloc Party                                                              | "Plans"                                                                 | Vlag van Engeland                                                       |
| 6                                                                       | Fuel                                                                    | "Falls On Me"                                                           | Vlag van Verenigde Staten                                               |
| 7                                                                       | The Fray                                                                | "How To Save A Life"                                                    | Vlag van Verenigde Staten                                               |

| Gebruikte nummers in deze aflevering | Gebruikte nummers in deze aflevering | Gebruikte nummers in deze aflevering | Gebruikte nummers in deze aflevering |
| №                                    | Artiest                              | Nummer                               | Land                                 |
| ------------------------------------ | ------------------------------------ | ------------------------------------ | ------------------------------------ |
| 1                                    | The Wallflowers                      | "One Headlight"                      | Vlag van Verenigde Staten            |
| 2                                    | Collective Soul                      | "The World I Know"                   | Vlag van Verenigde Staten            |
| 3                                    | R.E.M.                               | "Bang And Blame"                     | Vlag van Verenigde Staten            |
| 4                                    | Collective Soul                      | "December"                           | Vlag van Verenigde Staten            |
| 5                                    | Dave Matthews Band                   | "Typical Situation"                  | Vlag van Verenigde Staten            |
| 6                                    | Goo Goo Dolls                        | "Name"                               | Vlag van Verenigde Staten            |

| Gebruikte nummers in deze aflevering | Gebruikte nummers in deze aflevering | Gebruikte nummers in deze aflevering      | Gebruikte nummers in deze aflevering |
| №                                    | Artiest                              | Nummer                                    | Land                                 |
| ------------------------------------ | ------------------------------------ | ----------------------------------------- | ------------------------------------ |
| 1                                    | U2                                   | "Beautiful Day"                           | Vlag van Ierland                     |
| 2                                    | U2                                   | "Window In The Skies"                     | Vlag van Ierland                     |
| 3                                    | U2                                   | "Stuck In A Moment You Can't Get Out Of"  | Vlag van Ierland                     |
| 4                                    | U2                                   | "Running To Stand Still"                  | Vlag van Ierland                     |
| 5                                    | U2                                   | "Bad"                                     | Vlag van Ierland                     |
| 6                                    | U2                                   | "Sometimes You Can't Make It On Your Own" | Vlag van Ierland                     |
| 7                                    | U2                                   | "MLK"                                     | Vlag van Ierland                     |
| 8                                    | Michael A. Levine                    | "8:03 AM"                                 | Vlag van Verenigde Staten            |
| 9                                    | U2                                   | "With Or Without You"                     | Vlag van Ierland                     |

| Gebruikte nummers in deze aflevering (met verwijzingen naar The Big Chill) | Gebruikte nummers in deze aflevering (met verwijzingen naar The Big Chill) | Gebruikte nummers in deze aflevering (met verwijzingen naar The Big Chill) | Gebruikte nummers in deze aflevering (met verwijzingen naar The Big Chill) |
| №                                                                          | Artiest                                                                    | Nummer                                                                     | Land                                                                       |
| -------------------------------------------------------------------------- | -------------------------------------------------------------------------- | -------------------------------------------------------------------------- | -------------------------------------------------------------------------- |
| 1                                                                          | Bob Dylan                                                                  | "The Times They Are a-Changin'"                                            | Vlag van Verenigde Staten                                                  |
| 2                                                                          | Bob Dylan                                                                  | "All Along The Watchtower"                                                 | Vlag van Verenigde Staten                                                  |
| 3                                                                          | Bob Dylan                                                                  | "Ballad Of A Thin Man"                                                     | Vlag van Verenigde Staten                                                  |
| 4                                                                          | Bob Dylan                                                                  | "Thunder On The Mountain"                                                  | Vlag van Verenigde Staten                                                  |
| 5                                                                          | Bob Dylan                                                                  | "Positively 4th Street"                                                    | Vlag van Verenigde Staten                                                  |
| 6                                                                          | Bob Dylan                                                                  | "Knockin' On Heaven's Door"                                                | Vlag van Verenigde Staten                                                  |
| 7                                                                          | Bob Dylan                                                                  | "Simple Twist Of Fate"                                                     | Vlag van Verenigde Staten                                                  |
| 8                                                                          | Bob Dylan                                                                  | "Like A Rolling Stone"                                                     | Vlag van Verenigde Staten                                                  |

| Gebruikte nummers in deze aflevering | Gebruikte nummers in deze aflevering | Gebruikte nummers in deze aflevering | Gebruikte nummers in deze aflevering |
| №                                    | Artiest                              | Nummer                               | Land                                 |
| ------------------------------------ | ------------------------------------ | ------------------------------------ | ------------------------------------ |
| 1                                    | The Supremes                         | "Baby Love"                          | Vlag van Verenigde Staten            |
| 2                                    | Ben E. King                          | "Stand By Me"                        | Vlag van Verenigde Staten            |
| 3                                    | Michael A. Levine                    | "The Park"                           | Vlag van Verenigde Staten            |
| 4                                    | Four Tops                            | "Baby I Need Your Loving"            | Vlag van Verenigde Staten            |
| 5                                    | The Supremes                         | "Where Did Our Love Go"              | Vlag van Verenigde Staten            |
| 6                                    | Brenda Lee                           | "Losing You"                         | Vlag van Verenigde Staten            |
| 7                                    | Carly Simon                          | "You Are My Sunshine"                | Vlag van Verenigde Staten            |

| Gebruikte nummers in deze aflevering (met verwijzingen naar Footloose en Billy Elliot) | Gebruikte nummers in deze aflevering (met verwijzingen naar Footloose en Billy Elliot) | Gebruikte nummers in deze aflevering (met verwijzingen naar Footloose en Billy Elliot) | Gebruikte nummers in deze aflevering (met verwijzingen naar Footloose en Billy Elliot) |
| №                                                                                      | Artiest                                                                                | Nummer                                                                                 | Land                                                                                   |
| -------------------------------------------------------------------------------------- | -------------------------------------------------------------------------------------- | -------------------------------------------------------------------------------------- | -------------------------------------------------------------------------------------- |
| 1                                                                                      | Asia                                                                                   | "Heat Of The Moment"                                                                   | Vlag van Engeland                                                                      |
| 2                                                                                      | Laura Branigan                                                                         | "Self Control"                                                                         | Vlag van Verenigde Staten                                                              |
| 3                                                                                      | Chaka Khan                                                                             | "Through The Fire"                                                                     | Vlag van Verenigde Staten                                                              |
| 4                                                                                      | Kenny Loggins                                                                          | "I'm Free (Heaven Helps The Man)"                                                      | Vlag van Verenigde Staten                                                              |
| 5                                                                                      | Chaka Khan feat. Rufus                                                                 | "Ain't Nobody"                                                                         | Vlag van Verenigde Staten                                                              |
| 6                                                                                      | Luscious Redhead                                                                       | "Behind The Mask"                                                                      | Vlag van Verenigde Staten                                                              |
| 7                                                                                      | Foreigner feat. New Jersey Mass Choir                                                  | "I Want To Know What Love Is"                                                          | Vlag van Verenigde Staten                                                              |

| Gebruikte nummers in deze aflevering | Gebruikte nummers in deze aflevering | Gebruikte nummers in deze aflevering | Gebruikte nummers in deze aflevering |
| №                                    | Artiest                              | Nummer                               | Land                                 |
| ------------------------------------ | ------------------------------------ | ------------------------------------ | ------------------------------------ |
| 1                                    | Sheryl Crow                          | "Home"                               | Vlag van Verenigde Staten            |
| 2                                    | Colleen Grace                        | "Baby Jane"                          | Vlag van Verenigde Staten            |
| 3                                    | Dido                                 | "Here With Me"                       | Vlag van Engeland                    |
| 4                                    | Cowboy Junkies                       | "Those Final Feet"                   | Vlag van Canada                      |
| 5                                    | Emma Burgess                         | "Something That You Do"              | Vlag van Verenigde Staten            |
| 6                                    | Sarah McLachlan                      | "Witness"                            | Vlag van Canada                      |
| 7                                    | Fisher                               | "Breakable"                          | Vlag van Verenigde Staten            |
| 8                                    | Sarah McLachlan                      | "Angel"                              | Vlag van Canada                      |

| Gebruikte nummers in deze aflevering | Gebruikte nummers in deze aflevering | Gebruikte nummers in deze aflevering | Gebruikte nummers in deze aflevering |
| №                                    | Artiest                              | Nummer                               | Land                                 |
| ------------------------------------ | ------------------------------------ | ------------------------------------ | ------------------------------------ |
| 1                                    | New Order                            | "Bizarre Love Triangle"              | Vlag van Engeland                    |
| 2                                    | Johnny Hates Jazz                    | "Shattered Dreams"                   | Vlag van Engeland                    |
| 3                                    | Fleetwood Mac                        | "Little Lies"                        | Vlag van Engeland                    |
| 4                                    | The Cure                             | "A Forest"                           | Vlag van Engeland                    |
| 5                                    | Melissa Etheridge                    | "Precious Pain"                      | Vlag van Verenigde Staten            |
| 6                                    | Corey Hart                           | "Never Surrender"                    | Vlag van Canada                      |

| Gebruikte nummers in deze aflevering (met verwijzingen naar Mean Girls) | Gebruikte nummers in deze aflevering (met verwijzingen naar Mean Girls) | Gebruikte nummers in deze aflevering (met verwijzingen naar Mean Girls) | Gebruikte nummers in deze aflevering (met verwijzingen naar Mean Girls) |
| №                                                                       | Artiest                                                                 | Nummer                                                                  | Land                                                                    |
| ----------------------------------------------------------------------- | ----------------------------------------------------------------------- | ----------------------------------------------------------------------- | ----------------------------------------------------------------------- |
| 1                                                                       | Sponge                                                                  | "Plowed"                                                                | Vlag van Verenigde Staten                                               |
| 2                                                                       | Spice Girls                                                             | "Wannabe"                                                               | Vlag van Engeland                                                       |
| 3                                                                       | Toad The Wet Sprocket                                                   | "Something's Always Wrong"                                              | Vlag van Verenigde Staten                                               |
| 4                                                                       | Toad The Wet Sprocket                                                   | "Crazy Life"                                                            | Vlag van Verenigde Staten                                               |
| 5                                                                       | Hole                                                                    | "Doll Parts"                                                            | Vlag van Verenigde Staten                                               |
| 6                                                                       | Radiohead                                                               | "High And Dry"                                                          | Vlag van Engeland                                                       |

| Gebruikte nummers in deze aflevering (met verwijzingen naar Benedict Arnold) | Gebruikte nummers in deze aflevering (met verwijzingen naar Benedict Arnold) | Gebruikte nummers in deze aflevering (met verwijzingen naar Benedict Arnold) | Gebruikte nummers in deze aflevering (met verwijzingen naar Benedict Arnold) |
| №                                                                            | Artiest                                                                      | Nummer                                                                       | Land                                                                         |
| ---------------------------------------------------------------------------- | ---------------------------------------------------------------------------- | ---------------------------------------------------------------------------- | ---------------------------------------------------------------------------- |
| 1                                                                            | Bessie Smith                                                                 | "Alexander's Ragtime Band"                                                   | Vlag van Verenigde Staten                                                    |
| 2                                                                            | Al Jolson                                                                    | "You Made Me Love You"                                                       | /                                                                            |
| 3                                                                            | Sophie Tucker                                                                | "Some Of These Days"                                                         | /                                                                            |
| 4                                                                            | Sophie Tucker                                                                | "There'll Be Some Changes Made"                                              | /                                                                            |
| 5                                                                            | Jelly Roll Morton's Red Hot Peppers                                          | "Dead Man Blues"                                                             | Vlag van Verenigde Staten                                                    |
| 6                                                                            | Sophie Tucker                                                                | "After You've Gone"                                                          | /                                                                            |
| 7                                                                            | Hoagy Carmichael                                                             | "Stardust"                                                                   | Vlag van Verenigde Staten                                                    |

| Gebruikte nummers in deze aflevering | Gebruikte nummers in deze aflevering | Gebruikte nummers in deze aflevering | Gebruikte nummers in deze aflevering |
| №                                    | Artiest                              | Nummer                               | Land                                 |
| ------------------------------------ | ------------------------------------ | ------------------------------------ | ------------------------------------ |
| 1                                    | Stereophonics                        | "Maybe Tomorrow"                     | Vlag van Wales                       |
| 2                                    | Oasis                                | "Let There Be Love"                  | Vlag van Engeland                    |
| 3                                    | Sheryl Crow                          | "Good Is Good"                       | Vlag van Verenigde Staten            |
| 4                                    | Tom McRae                            | "Walking To Hawaii"                  | Vlag van Engeland                    |
| 5                                    | Stereophonics                        | "Rewind"                             | Vlag van Wales                       |
| 6                                    | Coldplay                             | "Fix You"                            | Vlag van Engeland                    |

| Gebruikte nummers in deze aflevering | Gebruikte nummers in deze aflevering | Gebruikte nummers in deze aflevering | Gebruikte nummers in deze aflevering |
| №                                    | Artiest                              | Nummer                               | Land                                 |
| ------------------------------------ | ------------------------------------ | ------------------------------------ | ------------------------------------ |
| 1                                    | The Smashing Pumpkins                | "1979"                               | Vlag van Verenigde Staten            |
| 2                                    | Fastball                             | "Out Of My Head"                     | Vlag van Verenigde Staten            |
| 3                                    | The Verve Pipe                       | "The Freshmen"                       | Vlag van Verenigde Staten            |
| 4                                    | Duncan Sheik                         | "Barely Breathing"                   | Vlag van Verenigde Staten            |
| 5                                    | Eels                                 | "P.S. You Rock My World"             | Vlag van Verenigde Staten            |
| 6                                    | Michael A. Levine                    | "A Good Death"                       | Vlag van Verenigde Staten            |
| 7                                    | Paul Westerberg                      | "Good Day"                           | Vlag van Verenigde Staten            |

| Gebruikte nummers in deze aflevering (met verwijzingen naar John Emil List en Romeo en Julia) | Gebruikte nummers in deze aflevering (met verwijzingen naar John Emil List en Romeo en Julia) | Gebruikte nummers in deze aflevering (met verwijzingen naar John Emil List en Romeo en Julia) | Gebruikte nummers in deze aflevering (met verwijzingen naar John Emil List en Romeo en Julia) |
| №                                                                                             | Artiest                                                                                       | Nummer                                                                                        | Land                                                                                          |
| --------------------------------------------------------------------------------------------- | --------------------------------------------------------------------------------------------- | --------------------------------------------------------------------------------------------- | --------------------------------------------------------------------------------------------- |
| 1                                                                                             | Coldplay                                                                                      | "Speed Of Sound"                                                                              | Vlag van Engeland                                                                             |
| 2                                                                                             | Snow Patrol                                                                                   | "Chasing Cars"                                                                                | /                                                                                             |
| 3                                                                                             | Aqualung                                                                                      | "Brighter Than Sunshine"                                                                      | Vlag van Engeland                                                                             |
| 4                                                                                             | Snow Patrol                                                                                   | "Open Your Eyes"                                                                              | /                                                                                             |
| 5                                                                                             | Jet                                                                                           | "Shine On"                                                                                    | Vlag van Australië                                                                            |
| 6                                                                                             | Dashboard Confessional                                                                        | "Stolen"                                                                                      | Vlag van Verenigde Staten                                                                     |

## Seizoen 5: 2007-2008
| Gebruikte nummers in deze aflevering (met verwijzingen naar West Memphis Three) | Gebruikte nummers in deze aflevering (met verwijzingen naar West Memphis Three) | Gebruikte nummers in deze aflevering (met verwijzingen naar West Memphis Three) | Gebruikte nummers in deze aflevering (met verwijzingen naar West Memphis Three) |
| №                                                                               | Artiest                                                                         | Nummer                                                                          | Land                                                                            |
| ------------------------------------------------------------------------------- | ------------------------------------------------------------------------------- | ------------------------------------------------------------------------------- | ------------------------------------------------------------------------------- |
| 1                                                                               | Nirvana                                                                         | "All Apologies"                                                                 | Vlag van Verenigde Staten                                                       |
| 2                                                                               | Nirvana                                                                         | "Stay Away"                                                                     | Vlag van Verenigde Staten                                                       |
| 3                                                                               | Nirvana                                                                         | "If You Must"                                                                   | Vlag van Verenigde Staten                                                       |
| 4                                                                               | Nirvana                                                                         | "Lithium"                                                                       | Vlag van Verenigde Staten                                                       |
| 5                                                                               | Nirvana                                                                         | "Drain You"                                                                     | Vlag van Verenigde Staten                                                       |
| 6                                                                               | Nirvana                                                                         | "Heart-Shaped Box"                                                              | Vlag van Verenigde Staten                                                       |
| 7                                                                               | Nirvana                                                                         | "Something In The Way"                                                          | Vlag van Verenigde Staten                                                       |
| 8                                                                               | Nirvana                                                                         | "Come As You Are"                                                               | Vlag van Verenigde Staten                                                       |

| Gebruikte nummers in deze aflevering (met verwijzingen naar Monica Lewinsky) | Gebruikte nummers in deze aflevering (met verwijzingen naar Monica Lewinsky) | Gebruikte nummers in deze aflevering (met verwijzingen naar Monica Lewinsky) | Gebruikte nummers in deze aflevering (met verwijzingen naar Monica Lewinsky) |
| №                                                                            | Artiest                                                                      | Nummer                                                                       | Land                                                                         |
| ---------------------------------------------------------------------------- | ---------------------------------------------------------------------------- | ---------------------------------------------------------------------------- | ---------------------------------------------------------------------------- |
| 1                                                                            | Everclear                                                                    | "I Will Buy You A New Life"                                                  | Vlag van Verenigde Staten                                                    |
| 2                                                                            | Marcy Playground                                                             | "Sex And Candy"                                                              | Vlag van Verenigde Staten                                                    |
| 3                                                                            | Dishwalla                                                                    | "Counting Blue Cars"                                                         | Vlag van Verenigde Staten                                                    |
| 4                                                                            | Natalie Imbruglia                                                            | "Torn"                                                                       | Vlag van Australië                                                           |
| 5                                                                            | The Mains                                                                    | "Last Goodbye"                                                               | Vlag van Verenigde Staten                                                    |
| 6                                                                            | Semisonic                                                                    | "Closing Time"                                                               | Vlag van Verenigde Staten                                                    |
| 7                                                                            | Michael A. Levine                                                            | "8:03 AM"                                                                    | Vlag van Verenigde Staten                                                    |
| 8                                                                            | Goo Goo Dolls                                                                | "Black Balloon"                                                              | Vlag van Verenigde Staten                                                    |

| Gebruikte nummers in deze aflevering | Gebruikte nummers in deze aflevering | Gebruikte nummers in deze aflevering | Gebruikte nummers in deze aflevering |
| №                                    | Artiest                              | Nummer                               | Land                                 |
| ------------------------------------ | ------------------------------------ | ------------------------------------ | ------------------------------------ |
| 1                                    | Natasha Bedingfield                  | "Unwritten"                          | Vlag van Engeland                    |
| 2                                    | KT Tunstall                          | "Suddenly I See"                     | Vlag van Schotland                   |
| 3                                    | Gym Class Heroes                     | "New Friend Request"                 | Vlag van Verenigde Staten            |
| 4                                    | Augustana                            | "Stars And Boulevards"               | Vlag van Verenigde Staten            |
| 5                                    | Greg Laswell                         | "Sing, Theresa Says"                 | Vlag van Verenigde Staten            |
| 6                                    | KT Tunstall                          | "Other Side Of The World"            | Vlag van Schotland                   |
| 7                                    | Kelly Clarkson                       | "Breakaway"                          | Vlag van Verenigde Staten            |

| Gebruikte nummers in deze aflevering (met verwijzingen naar Elvis Presley, American Bandstand, The Band Wagon, (How Much Is) That Doggie In The Window, Jeanie With The Light Brown Hair en Milton Berle) | Gebruikte nummers in deze aflevering (met verwijzingen naar Elvis Presley, American Bandstand, The Band Wagon, (How Much Is) That Doggie In The Window, Jeanie With The Light Brown Hair en Milton Berle) | Gebruikte nummers in deze aflevering (met verwijzingen naar Elvis Presley, American Bandstand, The Band Wagon, (How Much Is) That Doggie In The Window, Jeanie With The Light Brown Hair en Milton Berle) | Gebruikte nummers in deze aflevering (met verwijzingen naar Elvis Presley, American Bandstand, The Band Wagon, (How Much Is) That Doggie In The Window, Jeanie With The Light Brown Hair en Milton Berle) |
| № | Artiest | Nummer | Land |
| --- | --- | --- | --- |
| 1 | Tex Beneke | "Dimples And Cherry Cheeks" | Vlag van Verenigde Staten |
| 2 | Wynonie Harris | "Bloodshot Eyes" | Vlag van Verenigde Staten |
| 3 | Wynonie Harris (vertolkt door James Snyder) | "All She Wants To Do Is Rock" | Vlag van Verenigde Staten |
| 4 | Billy Ward And The Dominoes | "The Sixty Minute Man" | Vlag van Verenigde Staten |
| 5 | Big Mama Thornton | "Hound Dog" | Vlag van Verenigde Staten |
| 6 | Perry Como And The Fontane Sisters | "Noodlin' Rag" | Vlag van Verenigde Staten |
| 7 | Elvis Presley | "Can't Help Falling In Love" | Vlag van Verenigde Staten |

| Gebruikte nummers in deze aflevering (met verwijzingen naar Sabrina en The Grifters) | Gebruikte nummers in deze aflevering (met verwijzingen naar Sabrina en The Grifters) | Gebruikte nummers in deze aflevering (met verwijzingen naar Sabrina en The Grifters) | Gebruikte nummers in deze aflevering (met verwijzingen naar Sabrina en The Grifters) |
| №                                                                                    | Artiest                                                                              | Nummer                                                                               | Land                                                                                 |
| ------------------------------------------------------------------------------------ | ------------------------------------------------------------------------------------ | ------------------------------------------------------------------------------------ | ------------------------------------------------------------------------------------ |
| 1                                                                                    | Duran Duran                                                                          | "All She Wants Is"                                                                   | Vlag van Engeland                                                                    |
| 2                                                                                    | Echo & The Bunnymen                                                                  | "Lips Like Sugar"                                                                    | Vlag van Engeland                                                                    |
| 3                                                                                    | Cyndi Lauper                                                                         | "I Drove All Night"                                                                  | Vlag van Verenigde Staten                                                            |
| 4                                                                                    | Elton John                                                                           | "Sacrifice"                                                                          | Vlag van Engeland                                                                    |
| 5                                                                                    | The Human League                                                                     | "Don't You Want Me"                                                                  | Vlag van Engeland                                                                    |
| 6                                                                                    | George Michael                                                                       | "One More Try"                                                                       | Vlag van Engeland                                                                    |

| Gebruikte nummers in deze aflevering | Gebruikte nummers in deze aflevering | Gebruikte nummers in deze aflevering | Gebruikte nummers in deze aflevering |
| №                                    | Artiest                              | Nummer                               | Land                                 |
| ------------------------------------ | ------------------------------------ | ------------------------------------ | ------------------------------------ |
| 1                                    | Groove Armada                        | "Superstylin'"                       | Vlag van Engeland                    |
| 2                                    | Gorillaz                             | "Clint Eastwood"                     | Vlag van Engeland                    |
| 3                                    | Clipse                               | "Grindin'"                           | Vlag van Verenigde Staten            |
| 4                                    | Terry Callier                        | "Speak Your Peace"                   | Vlag van Verenigde Staten            |
| 5                                    | Beta Band                            | "Won"                                | Vlag van Schotland                   |
| 6                                    | Moby                                 | "Natural Blues"                      | Vlag van Engeland                    |

| Gebruikte nummers in deze aflevering (met verwijzingen naar The War Of The Worlds en Jerry Maguire) | Gebruikte nummers in deze aflevering (met verwijzingen naar The War Of The Worlds en Jerry Maguire) | Gebruikte nummers in deze aflevering (met verwijzingen naar The War Of The Worlds en Jerry Maguire) | Gebruikte nummers in deze aflevering (met verwijzingen naar The War Of The Worlds en Jerry Maguire) |
| №                                                                                                   | Artiest                                                                                             | Nummer                                                                                              | Land                                                                                                |
| --------------------------------------------------------------------------------------------------- | --------------------------------------------------------------------------------------------------- | --------------------------------------------------------------------------------------------------- | --------------------------------------------------------------------------------------------------- |
| 1                                                                                                   | Artie Shaw                                                                                          | "Begin The Beguine"                                                                                 | Vlag van Verenigde Staten                                                                           |
| 2                                                                                                   | Benny Goodman                                                                                       | "You Can't Pull The Wool Over My Eyes"                                                              | Vlag van Verenigde Staten                                                                           |
| 3                                                                                                   | Count Basie                                                                                         | "Jumpin' At The Woodside"                                                                           | Vlag van Verenigde Staten                                                                           |
| 4                                                                                                   | Ralph Flanagan                                                                                      | "Always"                                                                                            | Vlag van Verenigde Staten                                                                           |
| 5                                                                                                   | Bing Crosby                                                                                         | "It's Easy To Remember"                                                                             | Vlag van Verenigde Staten                                                                           |
| 6                                                                                                   | Glenn Miller & His Orchestra                                                                        | "Moonlight Serenade"                                                                                | Vlag van Verenigde Staten                                                                           |
| 7                                                                                                   | Frank Sinatra                                                                                       | "Always"                                                                                            | Vlag van Verenigde Staten                                                                           |

| Gebruikte nummers in deze aflevering (met verwijzingen naar Theseus) | Gebruikte nummers in deze aflevering (met verwijzingen naar Theseus) | Gebruikte nummers in deze aflevering (met verwijzingen naar Theseus) | Gebruikte nummers in deze aflevering (met verwijzingen naar Theseus) |
| №                                                                    | Artiest                                                              | Nummer                                                               | Land                                                                 |
| -------------------------------------------------------------------- | -------------------------------------------------------------------- | -------------------------------------------------------------------- | -------------------------------------------------------------------- |
| 1                                                                    | Mat Kearney                                                          | "Undeniable"                                                         | Vlag van Verenigde Staten                                            |
| 2                                                                    | Common                                                               | "The People"                                                         | Vlag van Verenigde Staten                                            |
| 3                                                                    | Kanye West feat. Common & Talib Kweli                                | "Get Em High"                                                        | Vlag van Verenigde Staten                                            |
| 4                                                                    | Corinne Bailey Rae                                                   | "Put Your Records On"                                                | Vlag van Engeland                                                    |
| 5                                                                    | KJ-52 feat. Blanca Reyes                                             | "You're Gonna Make It"                                               | Vlag van Verenigde Staten                                            |

| Gebruikte nummers in deze aflevering (met verwijzingen naar Boys Don't Cry en One Flew Over The Cuckoo's Nest) | Gebruikte nummers in deze aflevering (met verwijzingen naar Boys Don't Cry en One Flew Over The Cuckoo's Nest) | Gebruikte nummers in deze aflevering (met verwijzingen naar Boys Don't Cry en One Flew Over The Cuckoo's Nest) | Gebruikte nummers in deze aflevering (met verwijzingen naar Boys Don't Cry en One Flew Over The Cuckoo's Nest) |
| № | Artiest | Nummer | Land |
| --- | --- | --- | --- |
| 1 | The Crystals                                                                                                   | "He's A Rebel"                                                                                                 | Vlag van Verenigde Staten                                                                                      |
| 2 | Dion DiMucci                                                                                                   | "Runaround Sue"                                                                                                | Vlag van Verenigde Staten                                                                                      |
| 3 | The Four Seasons                                                                                               | "Walk Like A Man"                                                                                              | Vlag van Verenigde Staten                                                                                      |
| 4 | The Four Seasons                                                                                               | "Big Girls Don't Cry"                                                                                          | Vlag van Verenigde Staten                                                                                      |
| 5 | The Miracles                                                                                                   | "You've Really Got A Hold On Me"                                                                               | Vlag van Verenigde Staten                                                                                      |
| 6 | Skeeter Davis                                                                                                  | "The End Of The World"                                                                                         | Vlag van Verenigde Staten                                                                                      |
| 7 | Brenda Lee | "Everybody Loves Me But You"                                                                                   | Vlag van Verenigde Staten                                                                                      |

| Gebruikte nummers in deze aflevering | Gebruikte nummers in deze aflevering | Gebruikte nummers in deze aflevering | Gebruikte nummers in deze aflevering |
| №                                    | Artiest                              | Nummer                               | Land                                 |
| ------------------------------------ | ------------------------------------ | ------------------------------------ | ------------------------------------ |
| 1                                    | A Flock Of Seagulls                  | "Space Age Love Song"                | Vlag van Engeland                    |
| 2                                    | The Psychedelic Furs                 | "Sister Europe"                      | Vlag van Engeland                    |
| 3                                    | Joy Division                         | "Love Will Tear Us Apart"            | Vlag van Engeland                    |
| 4                                    | The Cure                             | "Secrets"                            | Vlag van Engeland                    |
| 5                                    | The Psychedelic Furs                 | "Love My Way"                        | Vlag van Engeland                    |
| 6                                    | Duran Duran                          | "Save A Prayer"                      | Vlag van Engeland                    |

| Gebruikte nummers in deze aflevering (met verwijzingen naar de internering van Japanse Amerikanen en de aanval op Pearl Harbor) | Gebruikte nummers in deze aflevering (met verwijzingen naar de internering van Japanse Amerikanen en de aanval op Pearl Harbor) | Gebruikte nummers in deze aflevering (met verwijzingen naar de internering van Japanse Amerikanen en de aanval op Pearl Harbor) | Gebruikte nummers in deze aflevering (met verwijzingen naar de internering van Japanse Amerikanen en de aanval op Pearl Harbor) |
| № | Artiest | Nummer | Land |
| --- | --- | --- | --- |
| 1 | The Andrews Sisters | "Boogie Woogie Bugle Boy" | Vlag van Verenigde Staten |
| 2 | Vera Lynn | "The White Cliffs Of Dover" | Vlag van Engeland |
| 3 | Glenn Miller | "This Is No Laughing Matter" | Vlag van Verenigde Staten |
| 4 | Kay Kyser | "Praise The Lord And Pass The Ammunition"                                                                                       | Vlag van Verenigde Staten |
| 5 | The Ink Spots | "Whispering Grass (Don't Tell The Trees)"                                                                                       | Vlag van Verenigde Staten |
| 6 | Ella Fitzgerald & The Ink Spots                                                                                                 | "I'm Making Believe" | Vlag van Verenigde Staten |
| 7 | Vaughn Monroe | "When The Lights Go On Again (All Over the World)"                                                                              | Vlag van Verenigde Staten |
| 8 | Luscious Redhead met brief en stem van David Huynh                                                                              | "Behind The Mask" | Vlag van Verenigde Staten |

| Gebruikte nummers in deze aflevering (met verwijzingen naar John Henry en Theodore Kaczynski) | Gebruikte nummers in deze aflevering (met verwijzingen naar John Henry en Theodore Kaczynski) | Gebruikte nummers in deze aflevering (met verwijzingen naar John Henry en Theodore Kaczynski) | Gebruikte nummers in deze aflevering (met verwijzingen naar John Henry en Theodore Kaczynski) |
| №                                                                                             | Artiest                                                                                       | Nummer                                                                                        | Land                                                                                          |
| --------------------------------------------------------------------------------------------- | --------------------------------------------------------------------------------------------- | --------------------------------------------------------------------------------------------- | --------------------------------------------------------------------------------------------- |
| 1                                                                                             | Wham!                                                                                         | "Last Christmas"                                                                              | Vlag van Engeland                                                                             |
| 2                                                                                             | Red Hot Chili Peppers                                                                         | "Snow ((Hey Oh))"                                                                             | Vlag van Verenigde Staten                                                                     |
| 3                                                                                             | Live                                                                                          | "Turn My Head"                                                                                | Vlag van Verenigde Staten                                                                     |
| 4                                                                                             | The Smashing Pumpkins                                                                         | "Crestfallen"                                                                                 | Vlag van Verenigde Staten                                                                     |
| 5                                                                                             | OneRepublic                                                                                   | "Apologize"                                                                                   | Vlag van Verenigde Staten                                                                     |

| Gebruikte nummers in deze aflevering (met verwijzingen naar American History X en The Believer) | Gebruikte nummers in deze aflevering (met verwijzingen naar American History X en The Believer) | Gebruikte nummers in deze aflevering (met verwijzingen naar American History X en The Believer) | Gebruikte nummers in deze aflevering (met verwijzingen naar American History X en The Believer) |
| №                                                                                               | Artiest                                                                                         | Nummer                                                                                          | Land                                                                                            |
| ----------------------------------------------------------------------------------------------- | ----------------------------------------------------------------------------------------------- | ----------------------------------------------------------------------------------------------- | ----------------------------------------------------------------------------------------------- |
| 1                                                                                               | Sugar Ray                                                                                       | "Someday"                                                                                       | Vlag van Verenigde Staten                                                                       |
| 2                                                                                               | Bush                                                                                            | "Greedy Fly"                                                                                    | Vlag van Engeland                                                                               |
| 3                                                                                               | Versus                                                                                          | "Dumb Fun"                                                                                      | Vlag van Verenigde Staten                                                                       |
| 4                                                                                               | Yo La Tengo                                                                                     | "Moby Octopad"                                                                                  | Vlag van Verenigde Staten                                                                       |
| 5                                                                                               | Fiona Apple                                                                                     | "Sleep To Dream"                                                                                | Vlag van Verenigde Staten                                                                       |
| 6                                                                                               | Zoo Pilot                                                                                       | "I'm Gonna Change"                                                                              | Vlag van Verenigde Staten                                                                       |
| 7                                                                                               | The Smashing Pumpkins                                                                           | "Tonight, Tonight"                                                                              | Vlag van Verenigde Staten                                                                       |

| Gebruikte nummers in deze aflevering | Gebruikte nummers in deze aflevering | Gebruikte nummers in deze aflevering | Gebruikte nummers in deze aflevering |
| №                                    | Artiest                              | Nummer                               | Land                                 |
| ------------------------------------ | ------------------------------------ | ------------------------------------ | ------------------------------------ |
| 1                                    | Rihanna                              | "SOS"                                | Vlag van Barbados                    |
| 2                                    | Coldplay                             | "Talk"                               | Vlag van Engeland                    |
| 3                                    | John Mayer                           | "Gravity"                            | Vlag van Verenigde Staten            |
| 4                                    | Jet                                  | "Look What You've Done"              | Vlag van Australië                   |
| 5                                    | Frédéric Chopin                      | "Nocturne In C-sharp Minor"          | Vlag van Polen                       |
| 6                                    | The Aeroplanes                       | "Rain At Your Door"                  | Vlag van Engeland                    |
| 7                                    | Michael A. Levine                    | "8:03 AM"                            | Vlag van Verenigde Staten            |
| 8                                    | The Fray                             | "Look After You"                     | Vlag van Verenigde Staten            |

| Gebruikte nummers in deze aflevering | Gebruikte nummers in deze aflevering | Gebruikte nummers in deze aflevering | Gebruikte nummers in deze aflevering |
| №                                    | Artiest                              | Nummer                               | Land                                 |
| ------------------------------------ | ------------------------------------ | ------------------------------------ | ------------------------------------ |
| 1                                    | Rihanna                              | "Umbrella"                           | Vlag van Barbados                    |
| 2                                    | Gnarls Barkley                       | "Crazy"                              | Vlag van Verenigde Staten            |
| 3                                    | Israel Kamakawiwo'ole                | "Somewhere Over The Rainbow"         | Vlag van Verenigde Staten            |
| 4                                    | Absinthe Blind                       | "Bands 2"                            | Vlag van Verenigde Staten            |
| 5                                    | Lisa Germano                         | "Red Thread"                         | Vlag van Verenigde Staten            |
| 6                                    | OneRepublic                          | "Come Home"                          | Vlag van Verenigde Staten            |

| Gebruikte nummers in deze aflevering | Gebruikte nummers in deze aflevering | Gebruikte nummers in deze aflevering | Gebruikte nummers in deze aflevering |
| №                                    | Artiest                              | Nummer                               | Land                                 |
| ------------------------------------ | ------------------------------------ | ------------------------------------ | ------------------------------------ |
| 1                                    | Everclear                            | "Santa Monica"                       | Vlag van Verenigde Staten            |
| 2                                    | Freedy Johnston                      | "Bad Reputation"                     | Vlag van Verenigde Staten            |
| 3                                    | Everclear                            | "Everything To Everyone"             | Vlag van Verenigde Staten            |
| 4                                    | Bush                                 | "Swallowed"                          | Vlag van Engeland                    |
| 5                                    | Seven Mary Three                     | "Cumbersome"                         | Vlag van Verenigde Staten            |
| 6                                    | Counting Crows                       | "Recovering The Satellites"          | Vlag van Verenigde Staten            |

| Gebruikte nummers in deze aflevering (met verwijzingen naar Gaslight) | Gebruikte nummers in deze aflevering (met verwijzingen naar Gaslight) | Gebruikte nummers in deze aflevering (met verwijzingen naar Gaslight) | Gebruikte nummers in deze aflevering (met verwijzingen naar Gaslight) |
| №                                                                     | Artiest                                                               | Nummer                                                                | Land                                                                  |
| --------------------------------------------------------------------- | --------------------------------------------------------------------- | --------------------------------------------------------------------- | --------------------------------------------------------------------- |
| 1                                                                     | Patsy Cline                                                           | "Crazy"                                                               | Vlag van Verenigde Staten                                             |
| 2                                                                     | Bobby Vee                                                             | "Devil Or Angel"                                                      | Vlag van Verenigde Staten                                             |
| 3                                                                     | The Duprees                                                           | "You Belong To Me"                                                    | Vlag van Verenigde Staten                                             |
| 4                                                                     | Brenda Lee                                                            | "All Alone Am I"                                                      | Vlag van Verenigde Staten                                             |
| 5                                                                     | Brenda Lee                                                            | "The End Of The World"                                                | Vlag van Verenigde Staten                                             |

| Gebruikte nummers in deze aflevering | Gebruikte nummers in deze aflevering | Gebruikte nummers in deze aflevering | Gebruikte nummers in deze aflevering |
| №                                    | Artiest                              | Nummer                               | Land                                 |
| ------------------------------------ | ------------------------------------ | ------------------------------------ | ------------------------------------ |
| 1                                    | Goo Goo Dolls                        | "Better Days"                        | Vlag van Verenigde Staten            |
| 2                                    | The Good Life                        | "I Am An Island"                     | Vlag van Verenigde Staten            |
| 3                                    | Wolf Parade                          | "Modern World"                       | Vlag van Canada                      |
| 4                                    | Keane                                | "Bedshaped"                          | Vlag van Engeland                    |
| 5                                    | Dave Matthews Band                   | "Stay Or Leave"                      | Vlag van Verenigde Staten            |
| 6                                    | Michael A. Levine                    | "Baby Blues"                         | Vlag van Verenigde Staten            |
| 7                                    | Nickelback                           | "Far Away"                           | Vlag van Canada                      |

## Seizoen 6: 2008-2009
| Gebruikte nummers in deze aflevering (met verwijzingen naar het Watergateschandaal en Beowulf en deels gefilmd in het Lincoln Financial Field) | Gebruikte nummers in deze aflevering (met verwijzingen naar het Watergateschandaal en Beowulf en deels gefilmd in het Lincoln Financial Field) | Gebruikte nummers in deze aflevering (met verwijzingen naar het Watergateschandaal en Beowulf en deels gefilmd in het Lincoln Financial Field) | Gebruikte nummers in deze aflevering (met verwijzingen naar het Watergateschandaal en Beowulf en deels gefilmd in het Lincoln Financial Field) |
| № | Artiest | Nummer | Land |
| --- | --- | --- | --- |
| 1 | Bachman-Turner Overdrive | "Takin' Care Of Business" | Vlag van Canada |
| 2 | The Doobie Brothers | "China Grove" | Vlag van Verenigde Staten |
| 3 | David Essex | "Rock On" | Vlag van Engeland |
| 4 | Steely Dan | "Do It Again" | Vlag van Verenigde Staten |
| 5 | The Allman Brothers Band | "Blue Sky" | Vlag van Verenigde Staten |
| 6 | Steely Dan | "Reelin' In The Years" | Vlag van Verenigde Staten |

| Gebruikte nummers in deze aflevering (met verwijzingen naar het Up The Down Staircase, Dangerous Minds en Freedom Writers) | Gebruikte nummers in deze aflevering (met verwijzingen naar het Up The Down Staircase, Dangerous Minds en Freedom Writers) | Gebruikte nummers in deze aflevering (met verwijzingen naar het Up The Down Staircase, Dangerous Minds en Freedom Writers) | Gebruikte nummers in deze aflevering (met verwijzingen naar het Up The Down Staircase, Dangerous Minds en Freedom Writers) |
| № | Artiest | Nummer | Land |
| --- | --- | --- | --- |
| 1 | Jesus Jones | "Right Here, Right Now" | Vlag van Engeland |
| 2 | The Sundays | "Here's Where The Story Ends"                                                                                              | Vlag van Engeland |
| 3 | Pixies | "Where Is My Mind" | Vlag van Verenigde Staten                                                                                                  |
| 4 | N.W.A | "Quiet On Tha Set" | Vlag van Verenigde Staten                                                                                                  |
| 5 | Seal | "Crazy" | Vlag van Engeland |
| 6 | R.E.M. | "Half A World Away" | Vlag van Verenigde Staten                                                                                                  |

| Gebruikte nummers in deze aflevering (met het eindnummer gezongen door actrice Tracie Thoms en geregisseerd door acteur John Finn) | Gebruikte nummers in deze aflevering (met het eindnummer gezongen door actrice Tracie Thoms en geregisseerd door acteur John Finn) | Gebruikte nummers in deze aflevering (met het eindnummer gezongen door actrice Tracie Thoms en geregisseerd door acteur John Finn) | Gebruikte nummers in deze aflevering (met het eindnummer gezongen door actrice Tracie Thoms en geregisseerd door acteur John Finn) |
| № | Artiest | Nummer | Land |
| --- | --- | --- | --- |
| 1 | The Kinks | "You Really Got Me" | Vlag van Engeland |
| 2 | Bobby Vinton | "Blue Velvet" | Vlag van Verenigde Staten |
| 3 | Dionne Warwick | "Walk on By" | Vlag van Verenigde Staten |
| 4 | Mahalia Jackson | "Beautiful Tomorrow" | Vlag van Verenigde Staten |
| 5 | The Supremes | "Come See About Me" | Vlag van Verenigde Staten |
| 6 | Jimmy Collier And The Movement Singers                                                                                             | "Will The Circle Be Unbroken" | Vlag van Verenigde Staten |
| 7 | Tracie Thoms | "This Little Light Of Mine" | Vlag van Verenigde Staten |

| Gebruikte nummers in deze aflevering | Gebruikte nummers in deze aflevering     | Gebruikte nummers in deze aflevering | Gebruikte nummers in deze aflevering |
| №                                    | Artiest                                  | Nummer                               | Land                                 |
| ------------------------------------ | ---------------------------------------- | ------------------------------------ | ------------------------------------ |
| 1                                    | Earth, Wind & Fire                       | "September"                          | Vlag van Verenigde Staten            |
| 2                                    | Nick Gilder                              | "Hot Child In The City"              | /                                    |
| 3                                    | Chic                                     | "Good Times"                         | Vlag van Verenigde Staten            |
| 4                                    | Grand Funk Railroad                      | "The Loco-motion"                    | Vlag van Verenigde Staten            |
| 5                                    | Gold Plated                              | "Dance All Night"                    | Vlag van Verenigde Staten            |
| 6                                    | Yvonne Elliman (in Saturday Night Fever) | "If I Can't Have You"                | Vlag van Verenigde Staten            |
| 7                                    | Eddie Money                              | "Two Tickets To Paradise"            | Vlag van Verenigde Staten            |
| 8                                    | Bob Welch                                | "Sentimental Lady"                   | Vlag van Verenigde Staten            |

| Gebruikte nummers in deze aflevering | Gebruikte nummers in deze aflevering | Gebruikte nummers in deze aflevering | Gebruikte nummers in deze aflevering |
| №                                    | Artiest                              | Nummer                               | Land                                 |
| ------------------------------------ | ------------------------------------ | ------------------------------------ | ------------------------------------ |
| 1                                    | Vaughn Monroe                        | "Sound Off"                          | Vlag van Verenigde Staten            |
| 2                                    | Peggy Lee                            | "If You Turn Me Down"                | Vlag van Verenigde Staten            |
| 3                                    | Keely Smith & Louis Prima            | "Yeah, Yeah, Yeah"                   | Vlag van Verenigde Staten            |
| 4                                    | Sy Oliver                            | "Go, Man, Go"                        | Vlag van Verenigde Staten            |
| 5                                    | Nat King Cole                        | "Mona Lisa"                          | Vlag van Verenigde Staten            |
| 6                                    | Jackie Brenston & His Delta Cats     | "Rocket 88"                          | Vlag van Verenigde Staten            |
| 7                                    | The O'Neill Brothers                 | "Taps"                               | Vlag van Verenigde Staten            |

| Gebruikte nummers in deze aflevering | Gebruikte nummers in deze aflevering | Gebruikte nummers in deze aflevering | Gebruikte nummers in deze aflevering |
| №                                    | Artiest                              | Nummer                               | Land                                 |
| ------------------------------------ | ------------------------------------ | ------------------------------------ | ------------------------------------ |
| 1                                    | Billy Squier                         | "The Stroke"                         | Vlag van Verenigde Staten            |
| 2                                    | Devo                                 | "Whip It"                            | Vlag van Verenigde Staten            |
| 3                                    | Blue Öyster Cult                     | "Burnin' For You"                    | Vlag van Verenigde Staten            |
| 4                                    | The Pretenders                       | "Brass In Pocket"                    | Vlag van Engeland                    |
| 5                                    | Queen                                | "Another One Bites The Dust"         | Vlag van Engeland                    |
| 6                                    | Journey                              | "Who's Crying Now"                   | Vlag van Verenigde Staten            |

| Gebruikte nummers in deze aflevering (met verwijzingen naar Wernher von Braun en Stand By Me) | Gebruikte nummers in deze aflevering (met verwijzingen naar Wernher von Braun en Stand By Me) | Gebruikte nummers in deze aflevering (met verwijzingen naar Wernher von Braun en Stand By Me) | Gebruikte nummers in deze aflevering (met verwijzingen naar Wernher von Braun en Stand By Me) |
| №                                                                                             | Artiest                                                                                       | Nummer                                                                                        | Land                                                                                          |
| --------------------------------------------------------------------------------------------- | --------------------------------------------------------------------------------------------- | --------------------------------------------------------------------------------------------- | --------------------------------------------------------------------------------------------- |
| 1                                                                                             | Creedence Clearwater Revival                                                                  | "Bad Moon Rising"                                                                             | Vlag van Verenigde Staten                                                                     |
| 2                                                                                             | Neil Diamond                                                                                  | "Thank The Lord For The Night Time"                                                           | Vlag van Verenigde Staten                                                                     |
| 3                                                                                             | Canned Heat                                                                                   | "Going Up The Country"                                                                        | Vlag van Verenigde Staten                                                                     |
| 4                                                                                             | Creedence Clearwater Revival                                                                  | "Green River"                                                                                 | Vlag van Verenigde Staten                                                                     |
| 5                                                                                             | Procol Harum                                                                                  | "A Whiter Shade Of Pale"                                                                      | Vlag van Engeland                                                                             |

| Gebruikte nummers in deze aflevering | Gebruikte nummers in deze aflevering | Gebruikte nummers in deze aflevering    | Gebruikte nummers in deze aflevering |
| №                                    | Artiest                              | Nummer                                  | Land                                 |
| ------------------------------------ | ------------------------------------ | --------------------------------------- | ------------------------------------ |
| 1                                    | Georges Bizet                        | "Habanera" (uit de opera Carmen)        | Vlag van Frankrijk                   |
| 2                                    | Public Enemy                         | "Black Steel In The Hour Of Chaos"      | Vlag van Verenigde Staten            |
| 3                                    | Technotronic                         | "Pump Up The Jam"                       | Vlag van België                      |
| 4                                    | Soul II Soul                         | "Back To Life (However Do You Want Me)" | Vlag van Engeland                    |
| 5                                    | Tom Petty                            | "Free Fallin'"                          | Vlag van Verenigde Staten            |
| 5                                    | Giuseppe Verdi                       | "Va, pensiero" (uit de opera Nabucco)   | Vlag van Italië                      |
| 6                                    | Cyndi Lauper                         | "True Colors"                           | Vlag van Verenigde Staten            |

| Gebruikte nummers in deze aflevering (met verwijzingen naar Sophia Loren) | Gebruikte nummers in deze aflevering (met verwijzingen naar Sophia Loren) | Gebruikte nummers in deze aflevering (met verwijzingen naar Sophia Loren) | Gebruikte nummers in deze aflevering (met verwijzingen naar Sophia Loren) |
| №                                                                         | Artiest                                                                   | Nummer                                                                    | Land                                                                      |
| ------------------------------------------------------------------------- | ------------------------------------------------------------------------- | ------------------------------------------------------------------------- | ------------------------------------------------------------------------- |
| 1                                                                         | Guy Mitchell                                                              | "Look At That Girl"                                                       | Vlag van Verenigde Staten                                                 |
| 2                                                                         | The Four Lads                                                             | "Istanbul (Not Constantinople)"                                           | Vlag van Canada                                                           |
| 3                                                                         | Ruth Brown                                                                | "I'll Wait For You"                                                       | Vlag van Verenigde Staten                                                 |
| 4                                                                         | Michael A. Levine                                                         | "Best Friends"                                                            | Vlag van Verenigde Staten                                                 |
| 5                                                                         | Kay Starr                                                                 | "Half A Photograph"                                                       | Vlag van Verenigde Staten                                                 |
| 6                                                                         | Nat King Cole                                                             | "Somewhere Along The Way"                                                 | Vlag van Verenigde Staten                                                 |
| 7                                                                         | Nat King Cole                                                             | "Can't I?"                                                                | Vlag van Verenigde Staten                                                 |

| Gebruikte nummers in deze aflevering | Gebruikte nummers in deze aflevering   | Gebruikte nummers in deze aflevering | Gebruikte nummers in deze aflevering |
| №                                    | Artiest                                | Nummer                               | Land                                 |
| ------------------------------------ | -------------------------------------- | ------------------------------------ | ------------------------------------ |
| 1                                    | Kanye West feat. Cam'ron & Consequence | "Gone"                               | Vlag van Verenigde Staten            |
| 2                                    | The Roots                              | "Guns Are Drawn"                     | Vlag van Verenigde Staten            |
| 3                                    | Common                                 | "The Corner"                         | Vlag van Verenigde Staten            |
| 4                                    | The Perceptionists feat. Phonte        | "5 O'Clock"                          | Vlag van Verenigde Staten            |
| 5                                    | Mos Def                                | "The Boogie Man Song"                | Vlag van Verenigde Staten            |
| 6                                    | Groove Armada feat. Richie Havens      | "Hands Of Time"                      | Vlag van Engeland                    |

| Gebruikte nummers in deze aflevering | Gebruikte nummers in deze aflevering | Gebruikte nummers in deze aflevering | Gebruikte nummers in deze aflevering |
| №                                    | Artiest                              | Nummer                               | Land                                 |
| ------------------------------------ | ------------------------------------ | ------------------------------------ | ------------------------------------ |
| 1                                    | Frank Sinatra                        | "Come Fly With Me"                   | Vlag van Verenigde Staten            |
| 2                                    | Frank Sinatra                        | "Too Marvelous For Words"            | Vlag van Verenigde Staten            |
| 3                                    | Frank Sinatra                        | "I've Got The World On A String"     | Vlag van Verenigde Staten            |
| 4                                    | Frank Sinatra                        | "Little Girl Blue"                   | Vlag van Verenigde Staten            |
| 5                                    | Frank Sinatra                        | "Someone To Watch Over Me"           | Vlag van Verenigde Staten            |

| Gebruikte nummers in deze aflevering | Gebruikte nummers in deze aflevering | Gebruikte nummers in deze aflevering | Gebruikte nummers in deze aflevering |
| №                                    | Artiest                              | Nummer                               | Land                                 |
| ------------------------------------ | ------------------------------------ | ------------------------------------ | ------------------------------------ |
| 1                                    | Spoon                                | "The Underdog"                       | Vlag van Verenigde Staten            |
| 2                                    | The Fratellis                        | "Chelsea Dagger"                     | Vlag van Schotland                   |
| 3                                    | The Twilight Singers                 | "Flashback"                          | Vlag van Verenigde Staten            |
| 4                                    | Cat Power                            | "Lived In Bars"                      | Vlag van Verenigde Staten            |
| 5                                    | Ryan Adams                           | "Two"                                | Vlag van Verenigde Staten            |
| 6                                    | Lucero                               | "On The Way Back Home"               | Vlag van Verenigde Staten            |

| Gebruikte nummers in deze aflevering (met verwijzingen naar The Insider) | Gebruikte nummers in deze aflevering (met verwijzingen naar The Insider) | Gebruikte nummers in deze aflevering (met verwijzingen naar The Insider) | Gebruikte nummers in deze aflevering (met verwijzingen naar The Insider) |
| №                                                                        | Artiest                                                                  | Nummer                                                                   | Land                                                                     |
| ------------------------------------------------------------------------ | ------------------------------------------------------------------------ | ------------------------------------------------------------------------ | ------------------------------------------------------------------------ |
| 1                                                                        | Robert Palmer                                                            | "Simply Irresistible"                                                    | Vlag van Engeland                                                        |
| 2                                                                        | 10,000 Maniacs                                                           | "What's The Matter Here?"                                                | Vlag van Verenigde Staten                                                |
| 3                                                                        | The Fixx                                                                 | "One Thing Leads To Another"                                             | Vlag van Engeland                                                        |
| 4                                                                        | The Fixx                                                                 | "Red Skies"                                                              | Vlag van Engeland                                                        |
| 5                                                                        | Tom Petty and the Heartbreakers                                          | "Don't Come Around Here No More"                                         | Vlag van Verenigde Staten                                                |
| 6                                                                        | Tears for Fears                                                          | "Shout"                                                                  | Vlag van Engeland                                                        |

| Gebruikte nummers in deze aflevering | Gebruikte nummers in deze aflevering | Gebruikte nummers in deze aflevering | Gebruikte nummers in deze aflevering |
| №                                    | Artiest                              | Nummer                               | Land                                 |
| ------------------------------------ | ------------------------------------ | ------------------------------------ | ------------------------------------ |
| 1                                    | The Velvet Underground               | "I'll Be Your Mirror"                | Vlag van Verenigde Staten            |
| 2                                    | Nancy Sinatra                        | "These Boots Are Made For Walkin'"   | Vlag van Verenigde Staten            |
| 3                                    | Nancy Sinatra                        | "Lightning's Girl"                   | Vlag van Verenigde Staten            |
| 4                                    | The Velvet Underground               | "European Son"                       | Vlag van Verenigde Staten            |
| 5                                    | The Hombres                          | "Let It Out (Let It All Hang Out)"   | Vlag van Verenigde Staten            |
| 6                                    | The Velvet Underground               | "Pale Blue Eyes"                     | Vlag van Verenigde Staten            |

| Gebruikte nummers in deze aflevering | Gebruikte nummers in deze aflevering | Gebruikte nummers in deze aflevering | Gebruikte nummers in deze aflevering |
| №                                    | Artiest                              | Nummer                               | Land                                 |
| ------------------------------------ | ------------------------------------ | ------------------------------------ | ------------------------------------ |
| 1                                    | José González                        | "Slow Moves"                         | Vlag van Zweden                      |
| 2                                    | Cary Brothers                        | "If You Were Here"                   | Vlag van Verenigde Staten            |
| 3                                    | Alanis Morissette                    | "Not As We"                          | Vlag van Canada                      |
| 4                                    | José González                        | "Crosses"                            | Vlag van Zweden                      |
| 5                                    | The Bravery                          | "The Ocean"                          | Vlag van Verenigde Staten            |
| 6                                    | R.E.M.                               | "Until The Day Is Done"              | Vlag van Verenigde Staten            |

| Gebruikte nummers in deze aflevering | Gebruikte nummers in deze aflevering | Gebruikte nummers in deze aflevering | Gebruikte nummers in deze aflevering |
| №                                    | Artiest                              | Nummer                               | Land                                 |
| ------------------------------------ | ------------------------------------ | ------------------------------------ | ------------------------------------ |
| 1                                    | Heart                                | "Magic Man"                          | Vlag van Verenigde Staten            |
| 2                                    | Peter Frampton                       | "Show Me The Way"                    | Vlag van Engeland                    |
| 3                                    | Foghat                               | "Slow Ride"                          | Vlag van Engeland                    |
| 4                                    | Ted Nugent                           | "Stranglehold"                       | Vlag van Verenigde Staten            |
| 5                                    | Bad Company                          | "Bad Company"                        | Vlag van Verenigde Staten            |
| 6                                    | Lynyrd Skynyrd                       | "Simple Man"                         | Vlag van Verenigde Staten            |

| Gebruikte nummers in deze aflevering | Gebruikte nummers in deze aflevering | Gebruikte nummers in deze aflevering | Gebruikte nummers in deze aflevering |
| №                                    | Artiest                              | Nummer                               | Land                                 |
| ------------------------------------ | ------------------------------------ | ------------------------------------ | ------------------------------------ |
| 1                                    | The Temptations                      | "I Wish It Would Rain"               | Vlag van Verenigde Staten            |
| 2                                    | MasterSource Music Catalogue         | "The Miracle"                        | Vlag van Verenigde Staten            |
| 3                                    | Bobby Womack                         | "Across 110th Street"                | Vlag van Verenigde Staten            |
| 4                                    | Otis Redding                         | "Down In The Valley"                 | Vlag van Verenigde Staten            |
| 5                                    | Gnarls Barkley                       | "Just A Thought"                     | Vlag van Verenigde Staten            |
| 6                                    | Solomon Burke                        | "The Judgement"                      | Vlag van Verenigde Staten            |

| Gebruikte nummers in deze aflevering | Gebruikte nummers in deze aflevering | Gebruikte nummers in deze aflevering | Gebruikte nummers in deze aflevering |
| №                                    | Artiest                              | Nummer                               | Land                                 |
| ------------------------------------ | ------------------------------------ | ------------------------------------ | ------------------------------------ |
| 1                                    | John Lennon                          | "Beautiful Boy (Darling Boy)"        | Vlag van Engeland                    |
| 2                                    | John Lennon                          | "Imagine"                            | Vlag van Engeland                    |
| 3                                    | John Lennon                          | "Mind Games"                         | Vlag van Engeland                    |
| 4                                    | John Lennon                          | "Scared"                             | Vlag van Engeland                    |
| 5                                    | John Lennon                          | "#9 dream"                           | Vlag van Engeland                    |
| 6                                    | John Lennon                          | "Instant Karma! (We All Shine On)"   | Vlag van Engeland                    |
| 7                                    | John Lennon                          | "Watching The Wheels"                | Vlag van Engeland                    |

| Gebruikte nummers in deze aflevering | Gebruikte nummers in deze aflevering | Gebruikte nummers in deze aflevering | Gebruikte nummers in deze aflevering |
| №                                    | Artiest                              | Nummer                               | Land                                 |
| ------------------------------------ | ------------------------------------ | ------------------------------------ | ------------------------------------ |
| 1                                    | Tony Bennett                         | "Are You Havin' Any Fun?"            | Vlag van Verenigde Staten            |
| 2                                    | Dean Martin                          | "It Looks Like Love"                 | Vlag van Verenigde Staten            |
| 3                                    | Frank Sinatra                        | "Oh! Look At Me Now!"                | Vlag van Verenigde Staten            |
| 4                                    | Sharon Jones & The Dap-Kings         | "This Land Is Your Land"             | Vlag van Verenigde Staten            |

| Gebruikte nummers in deze aflevering (die mede is geschreven door acteur Danny Pino, met verwijzingen naar Elián González) | Gebruikte nummers in deze aflevering (die mede is geschreven door acteur Danny Pino, met verwijzingen naar Elián González) | Gebruikte nummers in deze aflevering (die mede is geschreven door acteur Danny Pino, met verwijzingen naar Elián González) | Gebruikte nummers in deze aflevering (die mede is geschreven door acteur Danny Pino, met verwijzingen naar Elián González) |
| № | Artiest | Nummer | Land |
| --- | --- | --- | --- |
| 1 | Orishas | "537 C.U.B.A" | / |
| 2 | Benny Moré | "Que Bueno Baila Usted" | Vlag van Cuba |
| 3 | Tupac Shakur feat. K-Ci & JoJo                                                                                             | "How Do U Want It" | Vlag van Verenigde Staten                                                                                                  |
| 4 | Nil Lara | "Vida Mas Simple" | Vlag van Cuba |

| Gebruikte nummers in deze aflevering (met verwijzingen naar The Hustler) | Gebruikte nummers in deze aflevering (met verwijzingen naar The Hustler) | Gebruikte nummers in deze aflevering (met verwijzingen naar The Hustler) | Gebruikte nummers in deze aflevering (met verwijzingen naar The Hustler) |
| №                                                                        | Artiest                                                                  | Nummer                                                                   | Land                                                                     |
| ------------------------------------------------------------------------ | ------------------------------------------------------------------------ | ------------------------------------------------------------------------ | ------------------------------------------------------------------------ |
| 1                                                                        | Booker T. & the M.G.'s                                                   | "Green Onions"                                                           | Vlag van Verenigde Staten                                                |
| 2                                                                        | Oscar Peterson                                                           | "Moten Swing"                                                            | Vlag van Canada                                                          |
| 3                                                                        | John Coltrane                                                            | "Alabama"                                                                | Vlag van Verenigde Staten                                                |
| 4                                                                        | John Coltrane & Johnny Hartman                                           | "My One And Only Love"                                                   | Vlag van Verenigde Staten                                                |

| Gebruikte nummers in deze aflevering (met verwijzingen naar G.I. Jane & A Few Good Men) | Gebruikte nummers in deze aflevering (met verwijzingen naar G.I. Jane & A Few Good Men) | Gebruikte nummers in deze aflevering (met verwijzingen naar G.I. Jane & A Few Good Men) | Gebruikte nummers in deze aflevering (met verwijzingen naar G.I. Jane & A Few Good Men) |
| №                                                                                       | Artiest                                                                                 | Nummer                                                                                  | Land                                                                                    |
| --------------------------------------------------------------------------------------- | --------------------------------------------------------------------------------------- | --------------------------------------------------------------------------------------- | --------------------------------------------------------------------------------------- |
| 1                                                                                       | Pearl Jam                                                                               | "Corduroy"                                                                              | Vlag van Verenigde Staten                                                               |
| 2                                                                                       | Pearl Jam                                                                               | "Come Back"                                                                             | Vlag van Verenigde Staten                                                               |
| 3                                                                                       | Pearl Jam                                                                               | "Who You Are"                                                                           | Vlag van Verenigde Staten                                                               |
| 4                                                                                       | Pearl Jam                                                                               | "Why Go"                                                                                | Vlag van Verenigde Staten                                                               |
| 5                                                                                       | Pearl Jam                                                                               | "Rearviewmirror"                                                                        | Vlag van Verenigde Staten                                                               |
| 6                                                                                       | Pearl Jam                                                                               | "In Hiding"                                                                             | Vlag van Verenigde Staten                                                               |
| 7                                                                                       | Pearl Jam                                                                               | "Indifference"                                                                          | Vlag van Verenigde Staten                                                               |
| 8                                                                                       | Pearl Jam                                                                               | "Yellow Ledbetter"                                                                      | Vlag van Verenigde Staten                                                               |

| Gebruikte nummers in deze aflevering | Gebruikte nummers in deze aflevering | Gebruikte nummers in deze aflevering | Gebruikte nummers in deze aflevering |
| №                                    | Artiest                              | Nummer                               | Land                                 |
| ------------------------------------ | ------------------------------------ | ------------------------------------ | ------------------------------------ |
| 1                                    | Pearl Jam                            | "Once"                               | Vlag van Verenigde Staten            |
| 2                                    | Pearl Jam                            | "Alive"                              | Vlag van Verenigde Staten            |
| 3                                    | Pearl Jam                            | "Man Of The Hour"                    | Vlag van Verenigde Staten            |
| 4                                    | Pearl Jam                            | "Nothingman"                         | Vlag van Verenigde Staten            |
| 5                                    | Pearl Jam                            | "Given To Fly"                       | Vlag van Verenigde Staten            |
| 6                                    | Pearl Jam                            | "Release"                            | Vlag van Verenigde Staten            |
| 7                                    | Pearl Jam                            | "Immortality"                        | Vlag van Verenigde Staten            |
| 8                                    | Pearl Jam                            | "Black"                              | Vlag van Verenigde Staten            |

## Seizoen 7: 2009-2010
| Gebruikte nummers in deze aflevering | Gebruikte nummers in deze aflevering | Gebruikte nummers in deze aflevering | Gebruikte nummers in deze aflevering |
| №                                    | Artiest                              | Nummer                               | Land                                 |
| ------------------------------------ | ------------------------------------ | ------------------------------------ | ------------------------------------ |
| 1                                    | Ray Charles                          | "I Got A Woman"                      | Vlag van Verenigde Staten            |
| 2                                    | Ray Charles                          | "We Don't See Eye To Eye"            | Vlag van Verenigde Staten            |
| 3                                    | Ray Charles                          | "What'd I Say"                       | Vlag van Verenigde Staten            |
| 4                                    | Uit de musical/film Oklahoma!        | "People Will Say We're In Love"      | Vlag van Verenigde Staten            |
| 5                                    | Ray Charles                          | "Hide 'Nor Hair"                     | Vlag van Verenigde Staten            |
| 6                                    | Ray Charles                          | "Careless Love                       | Vlag van Verenigde Staten            |
| 7                                    | Ray Charles                          | "Drown In My Own Tears"              | Vlag van Verenigde Staten            |
| 8                                    | Ray Charles                          | "What Would I Do Without You?"       | Vlag van Verenigde Staten            |

| Gebruikte nummers in deze aflevering | Gebruikte nummers in deze aflevering | Gebruikte nummers in deze aflevering | Gebruikte nummers in deze aflevering |
| №                                    | Artiest                              | Nummer                               | Land                                 |
| ------------------------------------ | ------------------------------------ | ------------------------------------ | ------------------------------------ |
| 1                                    | Dinosaur Jr.                         | "Feel The Pain"                      | Vlag van Verenigde Staten            |
| 2                                    | Dinosaur Jr.                         | "Start Choppin'"                     | Vlag van Verenigde Staten            |
| 3                                    | Sebadoh                              | "Skull"                              | Vlag van Verenigde Staten            |
| 4                                    | Sum                                  | "Calm On Down"                       | Vlag van Verenigde Staten            |
| 5                                    | Bettie Serveert                      | "Leg"                                | Vlag van Nederland                   |
| 6                                    | Bettie Serveert                      | "Palomine"                           | Vlag van Nederland                   |
| 7                                    | The Smashing Pumpkins                | "Disarm"                             | Vlag van Verenigde Staten            |

| Gebruikte nummers in deze aflevering (met verwijzingen naar Kids for cash scandal) | Gebruikte nummers in deze aflevering (met verwijzingen naar Kids for cash scandal) | Gebruikte nummers in deze aflevering (met verwijzingen naar Kids for cash scandal) | Gebruikte nummers in deze aflevering (met verwijzingen naar Kids for cash scandal) |
| №                                                                                  | Artiest                                                                            | Nummer                                                                             | Land                                                                               |
| ---------------------------------------------------------------------------------- | ---------------------------------------------------------------------------------- | ---------------------------------------------------------------------------------- | ---------------------------------------------------------------------------------- |
| 1                                                                                  | Moby                                                                               | "In This World"                                                                    | Vlag van Verenigde Staten                                                          |
| 2                                                                                  | Paul Wall                                                                          | "Luv N My Life"                                                                    | Vlag van Verenigde Staten                                                          |
| 3                                                                                  | Talib Kweli                                                                        | "Get By"                                                                           | Vlag van Verenigde Staten                                                          |
| 4                                                                                  | The Roots                                                                          | "Don't Say Nuthin"                                                                 | Vlag van Verenigde Staten                                                          |
| 5                                                                                  | Solomon Burke                                                                      | "None Of Us Are Free"                                                              | Vlag van Verenigde Staten                                                          |

| Gebruikte nummers in deze aflevering | Gebruikte nummers in deze aflevering                 | Gebruikte nummers in deze aflevering                 | Gebruikte nummers in deze aflevering |
| №                                    | Artiest                                              | Nummer                                               | Land                                 |
| ------------------------------------ | ---------------------------------------------------- | ---------------------------------------------------- | ------------------------------------ |
| 1                                    | Instrumentaal: Amazing Grace & Son-of-a Preacher Man | Instrumentaal: Amazing Grace & Son-of-a Preacher Man | /                                    |
| 2                                    | The Temptations                                      | "Just My Imagination (Running Away With Me)"         | Vlag van Verenigde Staten            |
| 3                                    | The Temptations                                      | "Papa Was A Rollin' Stone"                           | Vlag van Verenigde Staten            |
| 4                                    | The O'Jays, gezongen door Hope Olaidé Wilson         | "Back Stabbers"                                      | Vlag van Verenigde Staten            |
| 5                                    | Harold Melvin & The Blue Notes                       | "If You Don't Know Me By Now"                        | Vlag van Verenigde Staten            |
| 6                                    | Billy Paul                                           | "Me And Mrs. Jones"                                  | Vlag van Verenigde Staten            |
| 7                                    | The Spinners                                         | "I'll Be Around"                                     | Vlag van Verenigde Staten            |

| Gebruikte nummers in deze aflevering (met verwijzingen naar Jacqueline Cochran) | Gebruikte nummers in deze aflevering (met verwijzingen naar Jacqueline Cochran) | Gebruikte nummers in deze aflevering (met verwijzingen naar Jacqueline Cochran) | Gebruikte nummers in deze aflevering (met verwijzingen naar Jacqueline Cochran) |
| №                                                                               | Artiest                                                                         | Nummer                                                                          | Land                                                                            |
| ------------------------------------------------------------------------------- | ------------------------------------------------------------------------------- | ------------------------------------------------------------------------------- | ------------------------------------------------------------------------------- |
| 1                                                                               | Robert MacArthur Crawford                                                       | "The U.S. Air Force"                                                            | Vlag van Verenigde Staten                                                       |
| 2                                                                               | Bing Crosby & The Andrews Sisters                                               | "Pistol Packin' Mama"                                                           | Vlag van Verenigde Staten                                                       |
| 3                                                                               | Louis Prima                                                                     | "Sing, Sing, Sing (With A Swing)"                                               | Vlag van Verenigde Staten                                                       |
| 4                                                                               | Billie Holiday                                                                  | "You Got To My Head"                                                            | Vlag van Verenigde Staten                                                       |
| 5                                                                               | Martha Tilton                                                                   | "I'll Walk Alone"                                                               | Vlag van Verenigde Staten                                                       |

| Gebruikte nummers in deze aflevering | Gebruikte nummers in deze aflevering | Gebruikte nummers in deze aflevering | Gebruikte nummers in deze aflevering |
| №                                    | Artiest                              | Nummer                               | Land                                 |
| ------------------------------------ | ------------------------------------ | ------------------------------------ | ------------------------------------ |
| 1                                    | Santana                              | "Oye Cómo Va"                        | Vlag van Verenigde Staten            |
| 2                                    | Santana                              | "Everything's Coming Our Way"        | Vlag van Verenigde Staten            |
| 3                                    | Santana                              | "Evil Ways"                          | Vlag van Verenigde Staten            |
| 4                                    | Santana                              | "Black Magic Woman"                  | Vlag van Verenigde Staten            |
| 5                                    | Santana                              | "Se A Cabo"                          | Vlag van Verenigde Staten            |
| 6                                    | Santana                              | "Jin-go-lo-ba"                       | Vlag van Verenigde Staten            |
| 7                                    | Santana                              | "Samba Pa Ti"                        | Vlag van Verenigde Staten            |

| Gebruikte nummers in deze aflevering (met originele muziek, gezongen door actrice Danièle Watts) | Gebruikte nummers in deze aflevering (met originele muziek, gezongen door actrice Danièle Watts) | Gebruikte nummers in deze aflevering (met originele muziek, gezongen door actrice Danièle Watts) | Gebruikte nummers in deze aflevering (met originele muziek, gezongen door actrice Danièle Watts) |
| №                                                                                                | Artiest                                                                                          | Nummer                                                                                           | Land                                                                                             |
| ------------------------------------------------------------------------------------------------ | ------------------------------------------------------------------------------------------------ | ------------------------------------------------------------------------------------------------ | ------------------------------------------------------------------------------------------------ |
| 1                                                                                                | Earth, Wind & Fire                                                                               | "Singasong"                                                                                      | Vlag van Verenigde Staten                                                                        |
| 2                                                                                                | Schoolly D                                                                                       | "PSK, What Does It Mean?"                                                                        | Vlag van Verenigde Staten                                                                        |
| 3                                                                                                | Queen Latifah                                                                                    | "Ladies First"                                                                                   | Vlag van Verenigde Staten                                                                        |
| 4                                                                                                | MC Lyte                                                                                          | "Act Like You Know"                                                                              | Vlag van Verenigde Staten                                                                        |
| 5                                                                                                | Queen Latifah                                                                                    | "Bad As A Mutha"                                                                                 | Vlag van Verenigde Staten                                                                        |
| 6                                                                                                | Soul Hooligan                                                                                    | "Soul Searching"                                                                                 | Vlag van Verenigde Staten                                                                        |
| 7                                                                                                | 'Sugar Dawn'                                                                                     | "Goin' Off"                                                                                      | Vlag van Verenigde Staten                                                                        |
| 8                                                                                                | Rob Base and DJ E-Z Rock                                                                         | "It Takes Two"                                                                                   | Vlag van Verenigde Staten                                                                        |
| 9                                                                                                | 'Sugar Dawn'                                                                                     | "Read Between The Lines"                                                                         | Vlag van Verenigde Staten                                                                        |

| Gebruikte nummers in deze aflevering | Gebruikte nummers in deze aflevering | Gebruikte nummers in deze aflevering | Gebruikte nummers in deze aflevering |
| №                                    | Artiest                              | Nummer                               | Land                                 |
| ------------------------------------ | ------------------------------------ | ------------------------------------ | ------------------------------------ |
| 1                                    | New Order                            | "Age Of Consent"                     | Vlag van Engeland                    |
| 2                                    | The Cure                             | "Other Voices"                       | Vlag van Engeland                    |
| 3                                    | The Police                           | "Invisible Sun"                      | Vlag van Engeland                    |
| 4                                    | Golden Earring                       | "Twilight Zone"                      | Vlag van Nederland                   |
| 5                                    | The Police                           | "Every Breath You Take"              | Vlag van Engeland                    |

| Gebruikte nummers in deze aflevering | Gebruikte nummers in deze aflevering | Gebruikte nummers in deze aflevering | Gebruikte nummers in deze aflevering |
| №                                    | Artiest                              | Nummer                               | Land                                 |
| ------------------------------------ | ------------------------------------ | ------------------------------------ | ------------------------------------ |
| 1                                    | Smash Mouth                          | "All Star"                           | Vlag van Verenigde Staten            |
| 2                                    | Bush                                 | "Letting The Cables Sleep"           | Vlag van Engeland                    |
| 3                                    | Foo Fighters                         | "Learn To Fly"                       | Vlag van Verenigde Staten            |
| 4                                    | Fatboy Slim                          | "Praise You"                         | Vlag van Engeland                    |
| 5                                    | Radiohead                            | "Karma Police"                       | Vlag van Engeland                    |

| Gebruikte nummers in deze aflevering (met verwijzingen naar Miracle on Ice) | Gebruikte nummers in deze aflevering (met verwijzingen naar Miracle on Ice) | Gebruikte nummers in deze aflevering (met verwijzingen naar Miracle on Ice) | Gebruikte nummers in deze aflevering (met verwijzingen naar Miracle on Ice) |
| №                                                                           | Artiest                                                                     | Nummer                                                                      | Land                                                                        |
| --------------------------------------------------------------------------- | --------------------------------------------------------------------------- | --------------------------------------------------------------------------- | --------------------------------------------------------------------------- |
| 1                                                                           | Bob Seger                                                                   | "Ramblin' Gamblin' Man"                                                     | Vlag van Verenigde Staten                                                   |
| 2                                                                           | Bob Seger                                                                   | "Her Strut"                                                                 | Vlag van Verenigde Staten                                                   |
| 3                                                                           | Bob Seger                                                                   | "Rock And Roll Never Forgets"                                               | Vlag van Verenigde Staten                                                   |
| 4                                                                           | Bob Seger                                                                   | "Roll Me Away"                                                              | Vlag van Verenigde Staten                                                   |
| 5                                                                           | Bob Seger                                                                   | "Night Moves"                                                               | Vlag van Verenigde Staten                                                   |
| 6                                                                           | Bob Seger                                                                   | "Fire Down Below"                                                           | Vlag van Verenigde Staten                                                   |
| 7                                                                           | Bob Seger                                                                   | "Against The Wind"                                                          | Vlag van Verenigde Staten                                                   |

| Gebruikte nummers in deze aflevering | Gebruikte nummers in deze aflevering | Gebruikte nummers in deze aflevering | Gebruikte nummers in deze aflevering |
| №                                    | Artiest                              | Nummer                               | Land                                 |
| ------------------------------------ | ------------------------------------ | ------------------------------------ | ------------------------------------ |
| 1                                    | Gavin DeGraw                         | "I Don't Want To Be"                 | Vlag van Verenigde Staten            |
| 2                                    | The Jayhawks                         | "Stumbling Through The Dark"         | Vlag van Verenigde Staten            |
| 3                                    | Foo Fighters                         | "Miracle"                            | Vlag van Verenigde Staten            |
| 4                                    | Coldplay                             | "Politik"                            | Vlag van Engeland                    |

| Gebruikte nummers in deze aflevering (met verwijzingen naar Bunny Lake Is Missing en Harper, geregisseerd door John Finn) | Gebruikte nummers in deze aflevering (met verwijzingen naar Bunny Lake Is Missing en Harper, geregisseerd door John Finn) | Gebruikte nummers in deze aflevering (met verwijzingen naar Bunny Lake Is Missing en Harper, geregisseerd door John Finn) | Gebruikte nummers in deze aflevering (met verwijzingen naar Bunny Lake Is Missing en Harper, geregisseerd door John Finn) |
| № | Artiest | Nummer | Land |
| --- | --- | --- | --- |
| 1 | Steely Dan | "Any Major Dude Will Tell You"                                                                                            | Vlag van Verenigde Staten                                                                                                 |
| 2 | Lee Hazlewood | "Wind, Sky, Sea And Sand"                                                                                                 | Vlag van Verenigde Staten                                                                                                 |
| 3 | James Gang | "Walk Away" | Vlag van Verenigde Staten                                                                                                 |
| 4 | Stealers Wheel | "Stuck In The Middle With You"                                                                                            | Vlag van Schotland |
| 5 | Bob Dylan | "Forever Young" | Vlag van Verenigde Staten                                                                                                 |

| Gebruikte nummers in deze aflevering | Gebruikte nummers in deze aflevering | Gebruikte nummers in deze aflevering | Gebruikte nummers in deze aflevering |
| №                                    | Artiest                              | Nummer                               | Land                                 |
| ------------------------------------ | ------------------------------------ | ------------------------------------ | ------------------------------------ |
| 1                                    | The Gap Band                         | "You Dropped A Bomb On Me"           | Vlag van Verenigde Staten            |
| 2                                    | The Ramones                          | "We Want The Airwaves"               | Vlag van Verenigde Staten            |
| 3                                    | Dazz Band                            | "Let It Whip"                        | Vlag van Verenigde Staten            |
| 4                                    | Blondie                              | "Rapture"                            | Vlag van Verenigde Staten            |
| 5                                    | Yazoo                                | "Only You"                           | Vlag van Engeland                    |
| 6                                    | The Cars                             | "Since You're Gone"                  | Vlag van Verenigde Staten            |

| Gebruikte nummers in deze aflevering (met de Nederlandse acteur Carel Struycken, die mede is geschreven door acteur Danny Pino) | Gebruikte nummers in deze aflevering (met de Nederlandse acteur Carel Struycken, die mede is geschreven door acteur Danny Pino) | Gebruikte nummers in deze aflevering (met de Nederlandse acteur Carel Struycken, die mede is geschreven door acteur Danny Pino) | Gebruikte nummers in deze aflevering (met de Nederlandse acteur Carel Struycken, die mede is geschreven door acteur Danny Pino) |
| № | Artiest | Nummer | Land |
| --- | --- | --- | --- |
| 1 | The Doors | "Light My Fire" | Vlag van Verenigde Staten |
| 2 | The Doors | "Waiting For The Sun" | Vlag van Verenigde Staten |
| 3 | The Doors | "Love Her Madly" | Vlag van Verenigde Staten |
| 4 | The Doors | "Wild Child" | Vlag van Verenigde Staten |
| 5 | The Doors | "Riders On The Storm" | Vlag van Verenigde Staten |
| 6 | The Doors | "Moonlight Drive" | Vlag van Verenigde Staten |
| 7 | The Doors | "People Are Strange" | Vlag van Verenigde Staten |

| Gebruikte nummers in deze aflevering | Gebruikte nummers in deze aflevering | Gebruikte nummers in deze aflevering | Gebruikte nummers in deze aflevering |
| №                                    | Artiest                              | Nummer                               | Land                                 |
| ------------------------------------ | ------------------------------------ | ------------------------------------ | ------------------------------------ |
| 1                                    | Keith Urban                          | "Sweet Thing"                        | Vlag van Australië                   |
| 2                                    | Keith Urban                          | "Kiss A Girl"                        | Vlag van Australië                   |
| 3                                    | Kelly Pardekooper                    | "Crazy Girl"                         | Vlag van Verenigde Staten            |
| 4                                    | Carrie Underwood                     | "Before He Cheats"                   | Vlag van Verenigde Staten            |
| 5                                    | Keith Urban                          | "You'll Think Of Me"                 | Vlag van Australië                   |
| 6                                    | Kenny Chesney                        | "Demons"                             | Vlag van Verenigde Staten            |
| 7                                    | Kenny Chesney                        | "Out Last Night"                     | Vlag van Verenigde Staten            |

| Gebruikte nummers in deze aflevering | Gebruikte nummers in deze aflevering | Gebruikte nummers in deze aflevering | Gebruikte nummers in deze aflevering |
| №                                    | Artiest                              | Nummer                               | Land                                 |
| ------------------------------------ | ------------------------------------ | ------------------------------------ | ------------------------------------ |
| 1                                    | Bon Jovi                             | "Livin' On A Prayer"                 | Vlag van Verenigde Staten            |
| 2                                    | Ratt                                 | "Round And Round"                    | Vlag van Verenigde Staten            |
| 3                                    | Poison                               | "Play Dirty"                         | Vlag van Verenigde Staten            |
| 4                                    | Scorpions                            | "Rock You Like A Hurricane"          | Vlag van Duitsland                   |
| 5                                    | Bon Jovi                             | "Wanted Dead Or Alive"               | Vlag van Verenigde Staten            |

| Gebruikte nummers in deze aflevering | Gebruikte nummers in deze aflevering | Gebruikte nummers in deze aflevering | Gebruikte nummers in deze aflevering |
| №                                    | Artiest                              | Nummer                               | Land                                 |
| ------------------------------------ | ------------------------------------ | ------------------------------------ | ------------------------------------ |
| 1                                    | Pink Floyd                           | "Comfortably Numb"                   | Vlag van Engeland                    |
| 2                                    | Pink Floyd                           | "Hey You"                            | Vlag van Engeland                    |
| 3                                    | Pink Floyd                           | "Money"                              | Vlag van Engeland                    |
| 4                                    | Pink Floyd                           | "Marooned"                           | Vlag van Engeland                    |
| 5                                    | Pink Floyd                           | "Time"                               | Vlag van Engeland                    |
| 6                                    | Pink Floyd                           | "The Thin Ice"                       | Vlag van Engeland                    |
| 7                                    | Pink Floyd                           | "Wish You Were Here"                 | Vlag van Engeland                    |

| Gebruikte nummers in deze aflevering (met verwijzingen naar The Last Picture Show) | Gebruikte nummers in deze aflevering (met verwijzingen naar The Last Picture Show) | Gebruikte nummers in deze aflevering (met verwijzingen naar The Last Picture Show) | Gebruikte nummers in deze aflevering (met verwijzingen naar The Last Picture Show) |
| №                                                                                  | Artiest                                                                            | Nummer                                                                             | Land                                                                               |
| ---------------------------------------------------------------------------------- | ---------------------------------------------------------------------------------- | ---------------------------------------------------------------------------------- | ---------------------------------------------------------------------------------- |
| 1                                                                                  | The Cars                                                                           | "Just What I Needed"                                                               | Vlag van Verenigde Staten                                                          |
| 2                                                                                  | Firefall                                                                           | "Strange Way"                                                                      | Vlag van Verenigde Staten                                                          |
| 3                                                                                  | Tom Petty and the Heartbreakers                                                    | "Even The Losers"                                                                  | Vlag van Verenigde Staten                                                          |
| 4                                                                                  | The Pretenders                                                                     | "Kid"                                                                              | Vlag van Engeland                                                                  |
| 5                                                                                  | Dan Auerbach                                                                       | "Goin' Home"                                                                       | Vlag van Verenigde Staten                                                          |

| Gebruikte nummers in deze aflevering (met verwijzingen naar East of Eden) | Gebruikte nummers in deze aflevering (met verwijzingen naar East of Eden) | Gebruikte nummers in deze aflevering (met verwijzingen naar East of Eden) | Gebruikte nummers in deze aflevering (met verwijzingen naar East of Eden) |
| №                                                                         | Artiest                                                                   | Nummer                                                                    | Land                                                                      |
| ------------------------------------------------------------------------- | ------------------------------------------------------------------------- | ------------------------------------------------------------------------- | ------------------------------------------------------------------------- |
| 1                                                                         | Townes Van Zandt                                                          | "Snake Song"                                                              | Vlag van Verenigde Staten                                                 |
| 2                                                                         | Death Cab for Cutie                                                       | "Pity And Fear"                                                           | Vlag van Verenigde Staten                                                 |
| 3                                                                         | Jenny Lewis                                                               | "Bad Man's World"                                                         | Vlag van Verenigde Staten                                                 |
| 4                                                                         | The National                                                              | "Start A War"                                                             | Vlag van Verenigde Staten                                                 |
| 5                                                                         | Dave Matthews Band                                                        | "Crash Into Me"                                                           | Vlag van Verenigde Staten                                                 |
| 6                                                                         | State Radio                                                               | "Keepsake"                                                                | Vlag van Verenigde Staten                                                 |